# Liste der Kulturdenkmale in Markranstädt
Die Liste der Kulturdenkmale in Markranstädt enthält die Kulturdenkmale in Markranstädt.
Diese Liste ist eine Teilliste der Liste der Kulturdenkmale in Sachsen.

## Legende
- Bild: Bild des Kulturdenkmals, ggf. zusätzlich mit einem Link zu weiteren Fotos des Kulturdenkmals im Medienarchiv Wikimedia Commons. Wenn man auf das Kamerasymbol klickt, können Fotos zu Kulturdenkmalen aus dieser Liste hochgeladen werden:
- Bezeichnung: Denkmalgeschützte Objekte und ggf. Bauwerksname des Kulturdenkmals
- Lage: Straßenname und Hausnummer oder Flurstücknummer des Kulturdenkmals. Die Grundsortierung der Liste erfolgt nach dieser Adresse. Der Link (Karte) führt zu verschiedenen Kartendiensten mit der Position des Kulturdenkmals. Fehlt dieser Link, wurden die Koordinaten noch nicht eingetragen. Sind diese bekannt, können sie über ein Tool mit einer Kartenansicht einfach nachgetragen werden. In dieser Kartenansicht sind Kulturdenkmale ohne Koordinaten mit einem roten bzw. orangen Marker dargestellt und können durch Verschieben auf die richtige Position in der Karte mit Koordinaten versehen werden. Kulturdenkmale ohne Bild sind an einem blauen bzw. roten Marker erkennbar.
- Datierung: Baubeginn, Fertigstellung, Datum der Erstnennung oder grobe zeitliche Einordnung entsprechend des Eintrags in der sächsischen Denkmaldatenbank
- Beschreibung: Kurzcharakteristik des Kulturdenkmals entsprechend des Eintrags in der sächsischen Denkmaldatenbank, ggf. ergänzt durch die dort nur selten veröffentlichten Erfassungstexte oder zusätzliche Informationen
- ID: Vom Landesamt für Denkmalpflege Sachsen vergebene, das Kulturdenkmal eindeutig identifizierende Objekt-Nummer. Der Link führt zum PDF-Denkmaldokument des Landesamtes für Denkmalpflege Sachsen. Bei ehemaligen Kulturdenkmalen können die Objektnummern unbekannt sein und deshalb fehlen bzw. die Links von aus der Datenbank entfernten Objektnummern ins Leere führen. Ein ggf. vorhandenes Icon  führt zu den Angaben des Kulturdenkmals bei Wikidata.

## Markranstädt
| Bild                                    | Bezeichnung | Lage                                | Datierung                   | Beschreibung | ID       |
| --------------------------------------- | --- | ----------------------------------- | --------------------------- | --- | -------- |
| Direkt Bild zu diesem Denkmal hochladen | Mietshaus in halboffener Bebauung und in Ecklage | Albertstraße 2a (Karte)             | bez. 1907                   | interessant gegliederte Putz-Klinker-Fassade, durch Dreiecksgiebel und Eckerker mit Turm in städtebaulich wichtiger Lage, baugeschichtlich von Bedeutung. Drei Geschosse, 4-2-5 Achsen, Fassade stark gegliedert, zwei Dreiecksgiebel, Eckerker mit Turm, halbrunde Balkone, originale Fenster, Laden im Erdgeschoss, original: Fliesen, Kacheln, Gewölbe im Flur, Treppenhaus, Wohnungstüren, – kein AWC. | 09257654 |
| Direkt Bild zu diesem Denkmal hochladen | Mietshaus in geschlossener Bebauung | Albertstraße 5 (Karte)              | bez. 1906                   | interessant gestaltete Putzfassade, zwei Seitenrisalite mit bogenförmigem Abschluss, Reformstil-Anklänge, baugeschichtlich von Bedeutung. drei Geschosse, acht Achsen, Fenster teilweise neu, zwei Seitenrisalite mit bogenförmigem Abschluss, original: Treppenhaus, Haustür, Wohnungstüren, AWC-Türen, bleiverglastes Oberlicht, „Valentin Becker“ – Reste einer Inschrift über der Haustür, bleiverglastes Fenster über der Haustür. | 09257653 |
| Direkt Bild zu diesem Denkmal hochladen | Mietshaus in geschlossener Bebauung und in Ecklage | Albertstraße 19 (Karte)             | um 1910                     | einfach gegliederte Putzfassade, im Reformstil der Zeit um 1910, Teil der gründerzeitlichen Stadterweiterung, baugeschichtlich von Bedeutung. mit Laden, vier Geschosse, 8-5 Achsen, Fenster teilweise neu, original: Treppenhaus, Kacheln, Fliesen, sparsame Ornamente im Putz, Erneuerung Dachdeckung. | 09257622 |
| Direkt Bild zu diesem Denkmal hochladen | Mietshaus in geschlossener Bebauung | Albertstraße 22 (Karte)             | um 1905                     | aufwendig gestaltete Putzfassade durch geschwungenen Giebel und schönes Jugendstilornament belebt, baugeschichtlich von Bedeutung. Haustür neu, Fenster neu | 09257635 |
| Direkt Bild zu diesem Denkmal hochladen | Mietshaus in geschlossener Bebauung | Albertstraße 24 (Karte)             | um 1905                     | Teil der gründerzeitlichen Stadterweiterung, leicht dekorierte Putzfassade, Jugendstilanklänge, baugeschichtlich von Bedeutung. mit Tordurchfahrt, vier Geschosse, acht Achsen, kleine Dachgauben | 09257634 |
| Direkt Bild zu diesem Denkmal hochladen | Mietshaus in geschlossener Bebauung | Albertstraße 26 (Karte)             | um 1905                     | Putzfassade, schönes Jugendstilornament in beiden Seitenrisaliten, baugeschichtlich von Bedeutung. mit Tordurchfahrt, drei Geschosse, acht Achsen, Fenster neu, original: Treppenhaus, Fußbodenkacheln, AWC-Türen. | 09257633 |
|                                         | Mietvilla | Eisenbahnstraße 1a (Karte)          | bez. 1904                   | historisierende Putzfassade mit Eckturm, Turm-Obergeschoss und Giebel in Fachwerk, die zwei Risalite mit Krüppelwalmdach, sparsames Jugendstilornament, schönes halbrundes Fenster zum Promenadenring, baugeschichtlich von Bedeutung. Zwei Geschosse, im Erdgeschoss einige Um- und Anbauten, schönes großes halbrundes Fenster zum Promenadenring, originale Haustür. | 09257731 |
|                                         | Amtsgericht (ehem.) (Ehemaliges Amtsgericht (Marienstraße 15, heute Wohnhaus) mit ehemaligem Gefängnis (Eisenbahnstraße 11)) | Eisenbahnstraße 11 (Karte)          | 1889                        | repräsentatives Gerichtsgebäude, Klinkerfassade im Stil der Neorenaissance, Sockelgeschoss in Porphyrtuff, Gefängnisgebäude ebenfalls in Klinkerbauweise, baugeschichtlich und ortsgeschichtlich von Bedeutung. 1952 Um- und Ausbau des ehemaligen Amtsgerichts als Krankenhaus, 1993 Umnutzung zur Senioren-Wohnanlage. | 09304379 |
|                                         | Mietshaus in geschlossener Bebauung (bauliche Einheit mit Marienstraße 28) | Eisenbahnstraße 14 (Karte)          | um 1900                     | repräsentative gründerzeitliche Klinker-Fassade im Stil des Späthistorismus, interessante, leicht gotisierende Fassadengestaltung mit Erker und Giebel, baugeschichtlich und städtebaulich von Bedeutung. vier Geschosse, 3-1-3 Achsen, Giebel mit Fialenbekrönung, Haustür original, Fenster teilweise neu, original: Treppenhaus, Wohnungstüren, Fenster, AWC-Türen, leerstehend. | 09257696 |
|                                         | Mietshaus in geschlossener Bebauung | Eisenbahnstraße 15 (Karte)          | um 1900                     | repräsentative gründerzeitliche Klinker-Fassade im Stil des Späthistorismus, Fenster mit teilweise gotisierenden Ornamenten gerahmt, Dreiecksgiebel mit fialenähnlicher Gestaltung, baugeschichtlich und städtebaulich von Bedeutung. vier Geschosse, 3-1-3 Achsen, Dreiecksgiebel, Fenster teilweise neu, Haustür original. | 09257697 |
|                                         | Postamt Markranstädt (ehem.) (Mietshaus (mit zwei Hausnummern) in halboffener Bebauung und in Ecklage, ehemals mit Postamt) | Eisenbahnstraße 16; 18 (Karte)      | um 1900                     | repräsentative Putz-Klinker-Fassade, Teil der gründerzeitlichen Stadterweiterung mit original erhaltener Innenausstattung, interessante Fassadengestaltung mit Eckerker und Turmaufbau, baugeschichtlich und städtebaulich von Bedeutung. gelbe Klinker, Dach neu, Dachgesims mit Konsolen verziert, original: Haustür, Fenster, Wohnungstüren, Treppenhaus, Kacheln, AWC-Türen, (auch von Eisenbahnstraße 16 zugänglich) | 09257698 |
| Weitere Bilder                          | Bahnhof Markranstädt; Eisenbahnstrecke Leipzig – Großkorbetha – Erfurt (Empfangsgebäude (mit drei Hausnummern) eines Bahnhofs, mit Hausbahnsteig und Bahnsteigüberdachung) | Eisenbahnstraße 17; 19; 19a (Karte) | 1856                        | Empfangsgebäude innen qualitätvolle bleiverglaste Fenster und originales Treppenhaus, verkehrsgeschichtliche und ortshistorische Bedeutung. - Zwei Geschosse, Putzfassade, längs- und quergerichteter Baukörper, Satteldach, Stockwerkgesims, Fenster teilweise erneuert, Bahnsteigüberdachung (Gusseisen und Holz) - Toilettenhäuschen (Ziegel) vor 2012 abgebrochen. Am 22. März 1856 gleichzeitig mit dem Teilstück Corbetha–Leipzig eröffnet und an das Eisenbahnnetz angeschlossen. | 09257763 |
|                                         | Mietshaus in halboffener Bebauung und in Ecklage | Härtelstraße 11 (Karte)             | um 1900                     | reich gegliederte, gründerzeitliche Putz-Klinker-Fassade, interessante Fassadengestaltung durch Pilaster, Balustraden und sehr große Bogenfenster im Eckbereich, Kopfbau einer Straßengabelung, baugeschichtlich und städtebaulich von Bedeutung. Vier Geschosse, 13-2-10 Achsen, Sockel aus roten Klinkern, Erdgeschoss verputzt, sonst gelbe Klinker, Fenster mit Pilastern gerahmt, zwischen Erdgeschoss und ersten Obergeschoss Balustrade, Fenster original, ebenso Haustür, Treppenhaus, Wohnungstüren, Fliesen, AWC-Türen, an Ecke im ersten und zweiten Obergeschoss große Bogenfenster, fast leerstehend. | 09257756 |
| Direkt Bild zu diesem Denkmal hochladen | Wohnhaus in offener Bebauung | Heidestraße 1a (Karte)              | um 1925                     | markant gegliederte Putzfassade, Mansarddach, im Stil der 1920er Jahre, einige dekorative expressionistische Details, baugeschichtlich von Bedeutung. Sockel aus Bruchstein, quadratischer Grundriss, Fenster original (nur im Mansardgeschoss neu), Putz abgeschlagen. | 09257757 |
| Direkt Bild zu diesem Denkmal hochladen | Wohnhaus in offener Bebauung | Heidestraße 2 (Karte)               | um 1910                     | Putzfassade mit großem Giebel in Mansardform mit Krüppelwalm, mit teilweise Fachwerkkonstruktion im Obergeschoss, im Heimatstil, baugeschichtlich von Bedeutung. ehemals mit Laden, zwei Geschosse, im Obergeschoss teilweise Fachwerk, Fenster und Haustür original, teilweise noch Fensterläden vorhanden, Putz unfertig. | 09257760 |
| Direkt Bild zu diesem Denkmal hochladen | Mietshaus in geschlossener Bebauung und in Ecklage | Hirzelplatz 1 (Karte)               | um 1910                     | einfache Putzfassade, Ecken durch Risalite mit Dreiecksgiebel hervorgehoben, im Reformstil der Zeit um 1910, baugeschichtlich und städtebaulich von Bedeutung. vier Geschosse, 5-1-7 Achsen, original: teilweise Fenster, Haustür | 09257624 |
| Direkt Bild zu diesem Denkmal hochladen | Mietshaus in geschlossener Bebauung | Hirzelplatz 2 (Karte)               | um 1910                     | Putzfassade, Mansardgiebel, leichte Putzdekoration, originale Innenausstattung, in gleicher Gestaltung wie Nummer 4, im Reformstil der Zeit um 1910, baugeschichtlich und städtebaulich von Bedeutung. vier Geschosse, sechs Achsen, original: teilweise Fenster, Haustür, Kacheln, Fliesen, Treppenhaus, AWC-Türen, geätzte Scheiben, Wohnungstüren. | 09257625 |
| Direkt Bild zu diesem Denkmal hochladen | Mietshaus in geschlossener Bebauung | Hirzelplatz 3 (Karte)               | um 1910                     | Putzfassade mit sparsamer Putzdekoration und Monumentalpilastern, im Reformstil der Zeit um 1910, baugeschichtlich und städtebaulich von Bedeutung. vier Geschosse, sechs Achsen, original: teilweise Fenster, Haustür, Kacheln, Fliesen, Wohnungstüren, Treppenhaus, AWC-Türen. | 09257626 |
| Direkt Bild zu diesem Denkmal hochladen | Mietshaus in halboffener Bebauung | Hirzelplatz 4 (Karte)               | um 1910                     | Putzfassade, Mansardgiebel, leichte Putzdekoration, originale Innenausstattung, in gleicher Gestaltung wie Nummer 2, im Reformstil der Zeit um 1910, baugeschichtlich und städtebaulich von Bedeutung. original: teilweise Fenster, Haustür, Kacheln, Fliesen, Treppenhaus, Wohnungstüren, AWC-Türen, Terrasse noch nicht saniert. | 09257627 |
|                                         | Volkshaus (Mietshaus in halboffener Bebauung, mit Gaststätte) | Hordisstraße 2 (Karte)              | um 1910                     | Putzfassade im Reformstil der Zeit um 1910, repräsentativer Bau mit rustizierter Sockelzone und zwei Dreiecksgiebeln, baugeschichtlich und ortsgeschichtlich von Bedeutung. - vier Geschosse, zwölf Achsen, zwei spitze Dreiecksgiebel, rustikaler Sockel, teilweise originale Fenster, Laden im Eck, „Volkshaus“ - Der Saal abgebrochen im Juni 2007, ehemals als Teil des Denkmals erfasst. | 09257639 |
| Weitere Bilder                          | Wasserturm | Karlstraße (Karte)                  | 1895                        | Klinkerbau, technikgeschichtliches Zeugnis der Wasserversorgung um 1900, auch baugeschichtlich von Bedeutung, stadtbildprägende Wirkung. Ende des 19. Jahrhunderts erlebte Markranstädt ein starkes wirtschaftliches Wachstum. Für die Entwicklung der Industrie- und Stadtinfrastruktur wurden durch den Bau von Gas- und Wasserwerk ab 1895 beste Bedingungen geschaffen. Mit der Errichtung des Wasserturmes beauftragte die Stadt den renommierten Wasserbauingenieur Adolf Thiem, der auch in Leipzig die Planungen über die städtische Wasserversorgung innehatte. Der rund 35 Meter hohe Klinkerbau nimmt einen repräsentativen Platz im Stadtzentrum ein und versorgte Markranstädt von dort aus bis zu seiner Stilllegung Ende 1996 reichlich 100 Jahre mit Wasser. Den Eingang in die zweigeteilte, verputzt und klinkersichtig-gelbe Sockelzone markiert ein wuchtiges Rundbogenportal. Darüber erhebt sich der kreisrunde, leicht konisch zulaufende Turmschaft aus rotem Klinkermauerwerk, dessen oberes Drittel wiederum in gelben Klinkern ausgeführt wurde und mit einem Rundbogenfries in neuromanischer Form abschließt. Der schmucklos verputzte Turmkopf kragt leicht aus und enthält den stählernen Hängebodenbehälter (350 m³ Fassungsvermögen). Das erbauungszeitliche, hohe Zeltdach wurde 1944 durch Bombenbeschuss zerstört und nachträglich durch ein flaches Kegeldach ersetzt. Als Auflager dienen acht geschwungene Konsolen. Der Markranstädter Wasserturm ist ein sehr früher Vertreter seiner Art, er entstand zeitgleich zum ersten Wasserturm Möckern I im nahe gelegenen Leipzig und ähnelt diesem auch formal. Er ist ein Denkmal von hohem technikgeschichtlichem Wert und zugleich aufgrund seiner historistischen Gestaltung in der Form eines Wehrturmes von baugeschichtlicher Bedeutung. Durch seine Lage im Stadtzentrum hat er außerdem stadtbildprägende Wirkung. braungelber Klinkerbau über kreisförmigem Grundriss, historistische Formen, profilierter Sockel, konischer Schaft, Behälter nach Kriegsschaden vereinfacht, ursprünglich mit Spitzdach abgeschlossen, Fenster teilweise vermauert. | 09257621 |
| Direkt Bild zu diesem Denkmal hochladen | Mietshaus in halboffener Bebauung | Karlstraße 5 (Karte)                | bez. 1904                   | Putz-Klinker-Fassade, mit schönen Jugendstilornamenten verziert, baugeschichtlich von Bedeutung. mit Tordurchfahrt, vier Geschosse, sechs Achsen, leichtes Jugendstilornament, Fenster neu, original: Fußbodenfliesen, Treppenhaus, AWC-Türen. | 09257648 |
| Direkt Bild zu diesem Denkmal hochladen | Mietshaus in geschlossener Bebauung und in Ecklage | Karlstraße 10 (Karte)               | um 1905                     | gründerzeitliche Putzfassade, sehr repräsentativer Bau in städtebaulich markanter Lage mit Eckerker, baugeschichtlich von Bedeutung. vier Geschosse, 6-1-8 Achsen, originale Fenster, restauriert – teilweise leerstehend. | 09257636 |
| Direkt Bild zu diesem Denkmal hochladen | Mietshaus in halboffener Bebauung | Karlstraße 15 (Karte)               | um 1910                     | mittenbetonte Putzfassade, Mansarddach, innen sehr schöne Kacheln und geätzte Treppenhausfenster, im Reformstil der Zeit um 1910, baugeschichtlich von Bedeutung. Sandsteinsockel, drei Geschosse, sechs Achsen, teilweise neue Fenster, original: Haustür, sehr schöne Kacheln, Treppenhaus, geätztes Fensterglas, – kein AWC. | 09257623 |
| Direkt Bild zu diesem Denkmal hochladen | Wohnhaus in offener Bebauung | Krakauer Straße 12 (Karte)          | 19. Jh.                     | zur Straße giebelständiges Gebäude, Obergeschoss Fachwerk verputzt, Krüppelwalmdach, Teil des historischen Ortskerns, baugeschichtlich von Bedeutung. Zwei Geschosse, giebelständig, Fenster größtenteils original, Dach original, (alter Stadtkern?). | 09257657 |
| Direkt Bild zu diesem Denkmal hochladen | Wohnhaus in halboffener Bebauung | Krakauer Straße 32 (Karte)          | 19. Jh.                     | eingeschossiger Putzbau mit Satteldach, Teil des historischen Ortskerns, sozialgeschichtlich von Bedeutung. Ein Geschoss, gefelderte Haustür, Fensterladen original, Dachziegel neu. | 09257764 |
|                                         | Kath. Kirche Maria Hilfe der Christen (Kirche und daran angebautes Pfarrhaus) | Krakauer Straße 40 (Karte)          | 1895–1896, später überformt | Kirche Maria Hilfe der Christen, roter und gelber Klinkerbau mit kleinem Dachreiter, Pfarrhaus gründerzeitlicher Klinkerbau, Kirche im Rundbogenstil des 19. Jahrhunderts, im Innern überformt, baugeschichtlich und ortsgeschichtlich von Bedeutung. | 09257644 |
| Weitere Bilder                          | Denkmal für die Gefallenen des Ersten Weltkrieges | Leipziger Straße (Karte)            | 1924 (Kriegerdenkmal)       | Bauwerk in Art eines Mausoleums, künstlerisch und ortsgeschichtlich von Bedeutung. oktonaler Grundriss mit kannelierten Säulenschäften, aus Sandstein. | 09257780 |
| Direkt Bild zu diesem Denkmal hochladen | Mietshaus in geschlossener Bebauung | Leipziger Straße 1a (Karte)         | um 1905                     | mit Läden, ungewöhnlich gestaltete Putzfassade, sparsames Jugendstilornament, Erker in Fachwerk, originale Innenausstattung, baugeschichtlich von Bedeutung. mit Tordurchfahrt, vier Geschosse, linke Seite mit geschwungenem Giebel und Erker, Fenster neu, original: AWC-Türen, Treppenhaus, Fliesen, Wohnungstüren. | 09257777 |
| Direkt Bild zu diesem Denkmal hochladen | Mietshaus in geschlossener Bebauung | Leipziger Straße 1b (Karte)         | um 1905                     | mit Laden, Putzfassade, sparsames Jugendstilornament, originale Innenausstattung, in ähnlicher Gestaltung wie Nummer 1a, baugeschichtlich von Bedeutung. vier Geschosse, schöne Haustür, original: AWC-Türen, Fliesen, Wohnungstüren, Fenster größtenteils neu. | 09257778 |
| Direkt Bild zu diesem Denkmal hochladen | Mietshaus in geschlossener Bebauung | Leipziger Straße 3 (Karte)          | um 1900                     | gründerzeitliche Klinkerfassade, üppige Fensterverdachungen im ersten Obergeschoss, originale Innenausstattung, baugeschichtlich von Bedeutung. drei Geschosse, Fenster alle neu, schöne Dachausstiege in Holzkonstruktion, Sandsteingesimse, original: Treppenhaus, Wohnungstüren, AWC-Türen. | 09257779 |
| Direkt Bild zu diesem Denkmal hochladen | Mietshaus in geschlossener Bebauung konzipiert | Leipziger Straße 29 (Karte)         | um 1905                     | gut gegliederte Putzfassade, Mansarddach, repräsentatives Gebäude mit zwei Erkern und Balkonen, baugeschichtlich von Bedeutung. vier Geschosse, 2-2-2-2 Achsen, neu restauriert, Fenster neu, kein AWC, original: Treppenhaus, Kacheln, Haustür, Kunststofffenster. | 09257656 |
|                                         | Mietshaus in offener Bebauung und in Ecklage, ehemaliges Bankgebäude | Leipziger Straße 32 (Karte)         | bez. 1907                   | streng gegliederte Putzfassade, monumentales Gebäude in markanter Ecklage mit Erker und Balkonen, wuchtiger Dachaufbau, im Reform- und Jugendstil, baugeschichtlich und städtebaulich von Bedeutung. Vier Geschosse, 5-3-7 Achsen, dreigeschossiger Erker nach der Leipziger Straße mit Haube, Erdgeschoss aus farbigem Kunststein, originale Kacheln und Fliesen, leerstehend, am Gebäude Inschrift „Bank“. | 09257655 |
| Direkt Bild zu diesem Denkmal hochladen | Mietshaus in halboffener Bebauung | Lützner Straße 1 (Karte)            | bez. 1893                   | gründerzeitliche Fassade mit turmartiger Betonung, nahe dem Markt gelegen, baugeschichtlich von Bedeutung. heute Bauamt, nach Sanierung Klinker nur Fenstereinrahmung. | 09258682 |
| Direkt Bild zu diesem Denkmal hochladen | Wohnhaus in halboffener Bebauung | Lützner Straße 8 (Karte)            | 19. Jh.                     | eingeschossiger Putzbau mit Fachwerk-Dachhäuschen, Teil des alten Ortskerns, sozialgeschichtlich von Bedeutung. | 09304378 |
| Direkt Bild zu diesem Denkmal hochladen | Wohnhaus, zwei Stallgebäude und Scheune sowie Toreinfahrt eines Ackerbürgerhofes (Vierseithof) | Lützner Straße 15 (Karte)           | um 1800                     | Wohnhaus Putzfassade, Obergeschoss zum Teil Fachwerk verputzt, Wirtschaftsgebäude Ziegelbauten, Teil des historischen Ortskerns, baugeschichtlich und ortsgeschichtlich von Bedeutung. Wohnhaus: Putzfassade, Satteldach, zwei Geschosse, Fenster original, Ställe und Scheune aus Ziegel, Stockwerksgesims, Tor neu. | 09257769 |
| Direkt Bild zu diesem Denkmal hochladen | Wohnhaus in geschlossener Bebauung | Lützner Straße 30 (Karte)           | um 1880                     | repräsentative Putzfassade der Gründerzeit, durch Stockwerksgesims, Stuckaturen und Verdachungen über den Fenstern geprägt, baugeschichtlich von Bedeutung. Zwei Geschosse, sieben Achsen, abgestuftes Dach, Stockwerkgesims, Stuckaturen und Verdachungen über den Fenstern, original: Fenster, Haustür, Wohnungstüren, Fliesen. | 09257773 |
| Direkt Bild zu diesem Denkmal hochladen | Steinkreuz im Vorgarten | Lützner Straße 39 (vor) (Karte)     | 1. Drittel 16. Jh.          | Sandsteinkreuz, ortsgeschichtlich von Bedeutung. Lit.: Steinkreuze und Kreuzsteine in Sachsen, H. Quietzsch, Berlin 1980, VEB Deutscher Verlag der Wissenschaft, S. 98. | 09259129 |
| Direkt Bild zu diesem Denkmal hochladen | Einzeldenkmale der Sachgesamtheit Friedhof Markranstädt: Friedhofskapelle, fünf alte Grabmale und Kriegerdenkmal für die Gefallenen des 1. Weltkrieges (siehe auch Sachgesamtheitsdokument – Obj. 09302006) | Lützner Straße 64 (Karte)           | 1894 (Friedhofskapelle)     | ortsgeschichtliche Bedeutung. - Friedhofsanlage mit Wegesystem und altem Gehölzbestand, - Friedhofskapelle: Saalbau, Ziegelmauerwerk, verputzt, Satteldach, Eingangsseite mit Vorbau und Rosette, Bleiglasfenster und Teile der Ausmalung aus der Erbauungszeit. - Erbbegräbnisse: - 1. Fam. Rolle (Neubelegung), ehem. T.H., um 1900, Sandsteingrabmal mit Eisengitter-Einfriedung - 2. Fam. Robert Raschke, Hans Martin Raschke, gest. 1907, Robert Raschke, gest. 1933, Grabmal in eingefärbtem Betonwerkstein - 3. Fam. Louis Günther, Louis Günther, gest. 1902 - 4. Fam. Göhler, Herm. Arthur Göhler, Fabrikbesitzer, gest. 1923, Grabmal in Betonwerkstein mit Kupferrelief - 5. Fam. A. Horn, um 1920, Grabmal in Betonwerkstein mit Sandsteinrelief - Kriegerdenkmal für die Gefallenen des Ersten Weltkrieges (mit Namen von fünf Gefallenen, Inschrift: „Es ehret die Nachwelt die tapferen Helden die ihr Leben geopfert auf dem Altar der Treue.“ und Eisernes Kreuz mit Jahreszahl 1914–18). | 09302007 |
| Direkt Bild zu diesem Denkmal hochladen | Sachgesamtheit Friedhof Markranstädt mit dem Einzeldenkmal: Friedhofskapelle, fünf alte Grabmale und Kriegerdenkmal für die Gefallenen des Ersten Weltkrieges (siehe auch Einzeldenkmale 09302007) sowie gärtnerisch gestaltete Friedhofsanlage und Linden-Allee zum Schwarzen Weg (Gartendenkmale), außerdem folgenden Sachgesamtheitsteilen: VVN-Denkmal, Einfriedung mit Friedhofstor | Lützner Straße 64 (Karte)           | 1894                        | ortsgeschichtliche Bedeutung. Friedhofsanlage mit Wegesystem und altem Gehölzbestand, Friedhofskapelle: Saalbau, Ziegelmauerwerk, verputzt, Satteldach, Eingangsseite mit Vorbau und Rosette, Bleiglasfenster und Teile der Ausmalung aus der Erbauungszeit. | 09302006 |
|                                         | Mietshaus in offener Bebauung | Marienstraße 3 (Karte)              | bez. 1890                   | Gründerzeitgebäude, interessante Fassadengestaltung durch Verwendung von gelben, roten und grünen Klinkern, horizontale Betonung durch Geschossgesimse und eine Balustrade an der Attika des Daches, Kopfbau eines rückwärtigen Gewerbegebäudes, baugeschichtlich von Bedeutung. vier Geschosse, sechs Achsen, gelbe, rote und grüne Klinker, Geschossgesimse, Reste eines Jahrestafel am Dachgesims, Segmentbogengestein, Dekorierung unter Fenstern, AWC-Türen, Kunststofffenster, leerstehend. | 09257658 |
|                                         | Villa | Marienstraße 5 (Karte)              | um 1905                     | Klinkerfassade, repräsentativer Gründerzeitbau mit Sparrengiebel und Standerker, dort kleine Balustrade im Sockelbereich, baugeschichtlich von Bedeutung. Zwei Geschosse, rote Klinker, originale Fenster | 09257659 |
| Direkt Bild zu diesem Denkmal hochladen | Mietshaus in geschlossener Bebauung | Marienstraße 9 (Karte)              | um 1905                     | reich gegliederte Putzfassade, schöner Gründerzeitbau mit Erker und originaler Innenausstattung, stilistisch zwischen Neobarock und Reformstil, baugeschichtlich von Bedeutung. vier Geschosse, sieben Achsen, Bruchsteinsockel, geschwungener Giebel, Mansarddach, Erdgeschoss umgebaut, original: Stuckaturen im Flur, Wohnungstüren, Treppenhaus, Fliesen im linken Bereich, Haustür, sehr schöne Kacheln. | 09257661 |
|                                         | Mietshaus in geschlossener Bebauung | Marienstraße 12 (Karte)             | um 1890                     | gründerzeitliche, reich dekorierte Putz-Klinker-Fassade, originale Innenausstattung, baugeschichtlich von Bedeutung. mit Tordurchfahrt, vier Geschosse, acht Achsen, roter Klinker, original: Treppenhaus, Wohnungstüren, AWC-Türen. | 09257660 |
| Direkt Bild zu diesem Denkmal hochladen | Ehemaliges Amtsgericht (Marienstraße 15, heute Wohnhaus) mit ehemaligem Gefängnis (Eisenbahnstraße 11) | Marienstraße 15 (Karte)             | 1889                        | repräsentatives Gerichtsgebäude, Klinkerfassade im Stil der Neorenaissance, Sockelgeschoss in Porphyrtuff, Gefängnisgebäude ebenfalls in Klinkerbauweise, baugeschichtlich und ortsgeschichtlich von Bedeutung. 1952 Um- und Ausbau des ehemaligen Amtsgerichts als Krankenhaus, 1993 Umnutzung zur Senioren-Wohnanlage. | 09304379 |
|                                         | Mietshaus in geschlossener Bebauung | Marienstraße 16 (Karte)             | 1906                        | Putz-Klinker-Fassade im einfachen Jugendstilformen, auch Anklänge an den Reformstil um 1910, Kunststeingliederungen, baugeschichtlich und ortsentwicklungsgeschichtlich von Bedeutung. drei Geschosse, seitliche Vorlagen mit gebrochenen Giebeln, Erdgeschoss verklinkert, an den Vorlagen bis ins erste Obergeschoss reichend, darüber wohl in DDR-Zeiten erneuerter Putz, Kunststeingliederungen mit geometrisierendem Dekor, Treppenhaus mit Holztreppe und originalen Wohnungseingangstüren, ortentwicklungsgeschichtlicher Aussagewert, baugeschichtlichem Aspekt typisches Zeugnis der Mietshausarchitektur seiner Entstehungszeit. | 09306029 |
|                                         | Mietshaus in geschlossener Bebauung | Marienstraße 26 (Karte)             | um 1905                     | mittenbetonte Klinkerfassade, mit originaler Innenausstattung, Teil der gründerzeitlichen Stadterweiterung, baugeschichtlich von Bedeutung. vier Geschosse, neun Achsen, gelbe Klinker, profilierte Fenstergewände, original: Haustür, Treppenhaus, Fliesen, Kacheln, Wohnungstüren. | 09257662 |
|                                         | Mietshaus in geschlossener Bebauung und in Ecklage (bauliche Einheit mit Eisenbahnstraße 14) | Marienstraße 28 (Karte)             | um 1900                     | sehr repräsentativer historisierender Bau in markanter Lage mit drei Erkern und schönen Stuckaturen im Flur, Klinker-Fassade im Stil des Späthistorismus, interessante, leicht gotisierende Fassadengestaltung, baugeschichtlich und städtebaulich von Bedeutung. vier Geschosse, 6-1-5 Achsen, Sandsteinsockel, Erdgeschoss Putz, original: Fenster teilweise, Treppenhaus, Fliesen, Kacheln, Stuckatur im Flur. | 09257663 |
| Weitere Bilder                          | Ev. Stadtkirche St. Laurentius (Kirche (mit Ausstattung)) | Markt (Karte)                       | 1518–1525                   | ortsbildprägendes spätgotisches Kirchengebäude, Saalbau mit eingezogenem Chor und Westturm, baugeschichtlich, kunstgeschichtlich und ortsgeschichtlich von Bedeutung. Flachgedecktes Schiff, im Grundriss annähernd quadratisch, der nicht axial stehende Westturm im Kern älter. | 09257781 |
|                                         | Rathaus | Markt 1 (Karte)                     | 18. Jh.                     | schlichte Putzfassade mit Krüppelwalmdach, ortshistorische Bedeutung und städtebaulich wichtige Lage. - Zwei Geschosse, sieben Achsen, Traufgesims, Portal in der Mittelachse, im 19. und 20. Jahrhundert stark verändert, unter Denkmalschutz stehen der Hauptbau und der rückseitige Erweiterungsbau mit Krüppelwalmdach - nördlicher Rathausanbau mit Satteldach ist kein Denkmal, Streichung am 16. Juni 2003. | 09257782 |
| Direkt Bild zu diesem Denkmal hochladen | Doppelmietshaus in geschlossener Bebauung | Markt 10; 10a (Karte)               | um 1905                     | mit Laden, Putz-Klinker-Fassade, Teil der gründerzeitlichen Stadterweiterung, baugeschichtlich von Bedeutung. drei Geschosse, zwölf Achsen, Dachausstieg, Erdgeschoss: verändert, neuere, größere Fenster, alle übrigen Fenster auch neu, original: Fußbodenfliesen, Wohnungstüren (teilweise), Treppenhaus. | 09257640 |
| Direkt Bild zu diesem Denkmal hochladen | Mietshaus in geschlossener Bebauung und in Ecklage | Markt 11 (Karte)                    | um 1910                     | mit Laden, streng gegliederte Putzfassade, Eckbetonung durch Dachreiter, im Reformstil der Zeit um 1910, baugeschichtlich von Bedeutung. drei Geschosse, 5-1-6 Achsen, Fenster neu | 09257641 |
| Direkt Bild zu diesem Denkmal hochladen | Wohnhaus in offener Bebauung | Nordstraße 3 (Karte)                | um 1910                     | Putzfassade, Walmdach, großer Giebel, mit erkerähnlichen Vorsprüngen, im Reformstil der Zeit um 1910, baugeschichtlich von Bedeutung. Putzfassade, Sockel in Betonwerksteinen, Fenster original, – Fabrikantenvilla? | 09257762 |
| Direkt Bild zu diesem Denkmal hochladen | Maschinenfabrik Dr. Gaspary & Co. (ehem.) (Verwaltungsgebäude, daran angebautes Fabriktorhaus, Pförtnergebäude, Einfriedung sowie Werkhalle einer Fabrik) | Nordstraße 8 (Karte)                | bez. 1905–1906              | Verwaltungsgebäude Zementziegelfassade mit Betonwerksteinen, Giebelseite mit geschwungenem großen Giebel, sehr repräsentatives Gebäude, Fabrikhalle mit interessanter Konstruktion, baugeschichtliche und ortshistorische Bedeutung. - Verwaltungsgebäude, Innen: Treppenhaus original, Stufen aus Granit, stilisierten Kreuzgratgewölbe, Wände und Pfeiler teilweise mit grauen Klinkern versehen, Türen original - Fabrikhallen, Vorhalle mit wellenförmigen Dach, gestufter Giebel, großflächig strukturiert (kein Ornament), geschlossene Bebauung - Nebengebäude hinter dem Verwaltungsbau – vor 2012 abgebrochen - zwei Werkhallen (Halle 3 und 4), eine der beiden aneinandergebauten Werkhallen vor 2012 abgebrochen. | 09257758 |
| Direkt Bild zu diesem Denkmal hochladen | Mietshaus in Ecklage und ehemals in geschlossener Bebauung | Parkstraße 1a (Karte)               | um 1900                     | gründerzeitliche Putz-Klinker-Fassade mit Eckerker, schöne originale Innenausstattung, baugeschichtlich und städtebaulich von Bedeutung. drei Geschosse, 4-1-6 Achsen, Sockel aus gelben Klinkern, Erdgeschoss verputzt, Obergeschosse aus roten Klinkern, Erker (mit hohem Dach) verputzt, kleinere Umbauten im Erdgeschoss, verschiedene Dachausstiege, originaler Stuck im Flur, Fliesen Treppenhaus, Wohnungstüren und AWC-Türen, leerstehend. | 09257728 |
| Direkt Bild zu diesem Denkmal hochladen | Mietshaus in ehemals geschlossener Bebauung | Parkstraße 3 (Karte)                | um 1900                     | prachtvolle gründerzeitliche Putzfassade, schöne Fensterverdachungen mit Stuckaturen, baugeschichtlich von Bedeutung. mit Tordurchfahrt, vier Geschosse, sechs Achsen, originale AWC-Türen, Treppenhaus, Wohnungstüren, ansonsten analog zu Nummer 4 und 5. | 09257727 |
| Direkt Bild zu diesem Denkmal hochladen | Mietshaus in geschlossener Bebauung | Parkstraße 4 (Karte)                | um 1900                     | aufwendige gründerzeitliche Putz-Klinker-Fassade, schöne Fensterverdachungen, originale Innenausstattung, baugeschichtlich von Bedeutung. vier Geschosse, sechs Achsen, zwischen Erdgeschoss und Obergeschoss kleine Balustraden, Fenster bis auf 4. Obergeschoss original, AWC-Türen, Treppenhaus, Wohnungstüren sind original, siehe auch Haus Nummer 5 und 3. | 09257726 |
| Direkt Bild zu diesem Denkmal hochladen | Mietshaus in geschlossener Bebauung | Parkstraße 5 (Karte)                | um 1900                     | gründerzeitliche Putzfassade, Fensterverdachungen mit Stuckaturen, originale Innenausstattung, baugeschichtlich von Bedeutung. vier Geschosse, sechs Achsen, zwischen Erdgeschoss und Obergeschoss kleine Balustraden, originale Fenster, AWC-Türen, Treppenhaus, Wohnungstüren (siehe auch Nummer 4 und 3.). | 09257725 |
|                                         | Gymnasium Markranstädt (Schule) | Parkstraße 9 (Karte)                | 1890, später erweitert      | große mehrflügelige Anlage, Fassade aus roten und gelben Klinkern, schönes Sandsteinportal, baugeschichtliche und sozialhistorische Bedeutung. - Drei Geschosse, acht Achsen, rote Klinker mit teilweisen schwarzen Klinkern, erstes und zweites Geschoss aus gelben Klinkern (schwarzer und roter Zwischengliederung), zur Parkstraße Mittelrisalit mit Uhr, die anderen Seiten (z. B. zur Härtelstraße durch diverse Vor- und Rücksprünge gegliedert, teilweise mit Giebeln bekrönt), originale Fenster und Türen (teilweise erneuert) - Turnhalle 2012 gestrichen, da baulich stärker verändert. | 09257723 |
| Direkt Bild zu diesem Denkmal hochladen | Mietshaus in halboffener Bebauung | Parkstraße 19 (Karte)               | um 1910                     | Putzfassade, stattliches Gebäude, Eckbetonung durch Dachaufbau, leichte Jugendstilornamentik, baugeschichtlich von Bedeutung. vier Geschosse, 7-1-4 Achsen, schönes Portal und Haustür, Fenster original, originales Treppenhaus, Wohnungstüren, geätzte Scheiben, AWC-Türen. | 09257701 |
| Direkt Bild zu diesem Denkmal hochladen | Freiwillige Feuerwehr Markranstädt (Feuerwehrhaus) | Promenadenring 10 (Karte)           | 1901                        | Klinkerfassade mit Turm, ortsbildprägende Lage, ortsgeschichtlich von Bedeutung. | 09304380 |
| Direkt Bild zu diesem Denkmal hochladen | Wohnhaus in Ecklage, mit Seitenflügel zu Lützner Straße | Schkeuditzer Straße 1 (Karte)       | um 1830                     | mit Laden, schlichte Putzfassade, Erdgeschoss Lehm, Obergeschoss Fachwerk verputzt, Satteldach, Bestandteil des historischen Ortskerns nahe dem Markt, ortsentwicklungsgeschichtlich und baugeschichtlich von Bedeutung. Fachwerk, Fenster original, jedoch mit Rollladen-Vorbauten. | 09257715 |
| Direkt Bild zu diesem Denkmal hochladen | Stadtgut Zitzmann (Wohnhaus und Seitengebäude eines Ackerbürgerhofes (ehemaliger Vierseithof)) | Schkeuditzer Straße 25 (Karte)      | um 1800                     | Wohnhaus einfache Putzfassade, vermutlich Lehmbau, mit Krüppelwalmdach, schöne Kreuzgratgewölbe auf Sandsteinsäulen im Innern des Stallgebäudes, bedeutende Hofanlage des historischen Ortskerns, baugeschichtlich und ortsgeschichtlich von Bedeutung. ehem. Stadtgut Zitzmann, Wohnhaus: Dach und Fenster neu, Fachwerk verputzt, gefelderte Haustür, Stall: Ziegel, teilweise verputzt, sparsam dekoriert, Satteldach, Kreuzgratgewölbe mit Sandsteinsäulen, Wohnhaus saniert, Stall nur teilweise saniert. | 09257705 |
| Direkt Bild zu diesem Denkmal hochladen | Wohnhaus in offener Bebauung | Schkeuditzer Straße 28 (Karte)      | Ende 19. Jh.                | repräsentative, mittenbetonte Putzfassade der Gründerzeit, Teil des historischen Ortskerns, baugeschichtlich von Bedeutung. zwei Geschosse, sechs Achsen, Bruchsteinsockel, Dreiecksgiebel, Fenster im Obergeschoss mit Verdachung, verzierte kleine Balustrade im Obergeschoss unterhalb der mittleren Fenster, ruinöser Zustand (muss bald renoviert werden). | 09257703 |
| Direkt Bild zu diesem Denkmal hochladen | Weißbachhaus (Ehemalige Schule, heute Gemeindezentrum der St. Laurentius-Kirchgemeinde) | Schulstraße 7 (Karte)               | 1. Hälfte 19. Jh.           | einfache Putzfassade, Krüppelwalmdach, Bruchsteinsockel, Teil des alten Ortskerns, ehemalige Kirchschule, Gebäude benannt nach Pfarrer und Ortschronisten Franz Eduard Weißbach (1801–1870), ortsgeschichtlich von Bedeutung. Zwei Geschosse, sieben Achsen, Fenster neu, Dach original. | 09257776 |
| Direkt Bild zu diesem Denkmal hochladen | Pfarrhaus in offener Bebauung | Schulstraße 9 (Karte)               | Mitte 19. Jh.               | schlichte Putzfassade, Krüppelwalmdach, Sandsteinfensterbänke, Teil des ursprünglichen Ortskerns, ortsgeschichtlich von Bedeutung. Zwei Geschosse, sieben Achsen, original: Fenster, Haustür und Dach, keine Umbauten. | 09257775 |
| Direkt Bild zu diesem Denkmal hochladen | Villa | Weststraße 5 (Karte)                | um 1930                     | Putzbau mit Klinkergliederung, im traditionalistischen Stil der 1920er/1930er Jahre, Anklänge an den Stil der Moderne, interessante Art-déco-Details, baugeschichtlich von Bedeutung. Betonte Ecken durch Klinker, Fenster original, interessante Grundriss-Erhaltung, expressionistische Fenstergitter. | 09257719 |
| Direkt Bild zu diesem Denkmal hochladen | Villa | Weststraße 9 (Karte)                | um 1930                     | Putzbau mit markanter Klinkergliederung, interessante sakralähnliche Gestaltung durch Strebepfeiler, im Stil der 1920er Jahre, baugeschichtlich von Bedeutung. Giebelständig, großer Dreiecksgiebel, Klinker im Sockelgeschoss, sakralähnliche Gliederung durch abgetreppte Strebepfeiler, originale Fenster und Haustür. | 09257720 |
| Direkt Bild zu diesem Denkmal hochladen | Markranstädter Automobilfabrik (ehem.); MAF (Fabrikgebäude (mit mehreren Hausnummern, Wirtschaftsweg 2a und Ziegelstraße 12/14)) | Wirtschaftsweg 2a (Karte)           | 1908 gegr.                  | Zeugnis der kleinteiligen sächsischen Automobilproduktion (Markranstädter Automobilfabrik), ortsgeschichtliche und industriegeschichtliche Bedeutung. Eingeschossiger, roter Ziegelbau, Schmuckformen in gelben Ziegeln, ursprünglich Stahlrahmenfenster, heute mit Betonrahmen. | 08966350 |
| Direkt Bild zu diesem Denkmal hochladen | Wohnhaus eines Gehöfts | Ziegelstraße 2 (Karte)              | 19. Jh.                     | zur Straße traufständiges Gebäude, Obergeschoss vermutlich Fachwerk verputzt, Erdgeschoss Lehm, Krüppelwalmdach, Lage außerhalb des Ortskerns, baugeschichtlich von Bedeutung. | 09304390 |
| Direkt Bild zu diesem Denkmal hochladen | Markranstädter Automobilfabrik (ehem.); MAF (Fabrikgebäude (mit mehreren Hausnummern, Wirtschaftsweg 2a und Ziegelstraße 12/14)) | Ziegelstraße 12; 14 (Karte)         | 1908 gegr.                  | Zeugnis der kleinteiligen sächsischen Automobilproduktion, ortsgeschichtliche und industriegeschichtliche Bedeutung. eingeschossiger, roter Ziegelbau, Schmuckformen in gelben Ziegeln, ursprünglich Stahlrahmenfenster, heute mit Betonrahmen. | 08966350 |
| Direkt Bild zu diesem Denkmal hochladen | Mietshaus in halboffener Bebauung | Zwenkauer Straße 30 (Karte)         | um 1905                     | gründerzeitliche Klinkerfassade, interessante Fassadengestaltung, originale Innenausstattung, baugeschichtlich von Bedeutung. drei Geschosse, vier Achsen, Fenster teilweise neu, original: Haustür, Fußbodenfliesen, Wohnungstüren, Treppenhaus, AWC-Türen. | 09257645 |

## Albersdorf
| Bild                                    | Bezeichnung                                                           | Lage                                | Datierung                  | Beschreibung | ID       |
| --------------------------------------- | --------------------------------------------------------------------- | ----------------------------------- | -------------------------- | --- | -------- |
| Direkt Bild zu diesem Denkmal hochladen | Grenzstein                                                            | Rehbacher Straße 20 (bei) (Karte)   | 18. Jh.                    | wohl ursprünglich zur Grenze zwischen dem Stiftsbezirk Merseburg und dem Leipziger Kreis gehörig, später als Wege- oder Kilometerstein genutzt, heimatgeschichtlich von Bedeutung. Krone (?) im Relief, bezeichnet: No: 1827, gegenüberliegende Seite: Rehbach 2 km. Die Grenze zwischen dem Stiftsbezirk Merseburg und dem Leipziger Kreis verlief einst am westlichen Ortsrand, der Stein steht heute am östlichen Ortsrand, wurde demnach zwischenzeitlich wohl versetzt. | 09305194 |
| Direkt Bild zu diesem Denkmal hochladen | Wohnhaus, Seitengebäude und Scheune eines Dreiseithofes               | Seebenischer Straße 1 (Karte)       | um 1910                    | stattliche Hofanlage am Ortseingang, baugeschichtlich von Bedeutung. - Wohnhaus: Ziegel verputzt, Krüppelwalmdach, Fenster neu, Traufseite mit geschwungenem Giebel - Ställe: Ziegel teilweise verputzt, Sandsteinsockel, Scheune: Ziegel, Krüppelwalmdach | 09257466 |
| Direkt Bild zu diesem Denkmal hochladen | Wohnhaus, Seitengebäude und Scheune eines Dreiseithofes               | Seebenischer Straße 5 (Karte)       | 19. Jh.                    | ortstypisches Ensemble eines Bauernhofes, Seitengebäude mit Fachwerk-Obergeschoss, baugeschichtlich von Bedeutung. - Wohnhaus: Satteldach, originale Fenster - Ställe: teilweise Fachwerk, teilweise verputzt, Krüppelwalmdach, original: Fenster und Dach - Scheune verputzt | 09257467 |
| Direkt Bild zu diesem Denkmal hochladen | Wohnhaus, daran angebautes Stallgebäude und Scheune eines Bauernhofes | Seebenischer Straße 6 (Karte)       | 19. Jh.                    | Wohnhaus Obergeschoss Fachwerk, ortstypische Hofanlage, baugeschichtlich von Bedeutung. Wohnhaus: Erdgeschoss verputzt, Obergeschoss Fachwerk, Satteldach. | 09257500 |
| Direkt Bild zu diesem Denkmal hochladen | Denkmal für die Gefallenen des 1. Weltkrieges                         | Seebenischer Straße 7 (vor) (Karte) | nach 1918 (Kriegerdenkmal) | ortsgeschichtlich von Bedeutung | 09257469 |

## Altranstädt
| Bild                                    | Bezeichnung | Lage                            | Datierung                   | Beschreibung | ID       |
| --------------------------------------- | --- | ------------------------------- | --------------------------- | --- | -------- |
| Weitere Bilder                          | Sachgesamtheit Schloss und Kirche Altranstädt: Schloss und Jubiläumsobelisk (siehe Einzeldenkmale 09259308), Kirche und Einfriedung des Kirchhofs (siehe Einzeldenkmal 09259307), Schlosskapelle mit Einfriedung, Friedhofstor und Grabanlage (siehe Einzeldenkmal 09259339) und Schlosstor (siehe Einzeldenkmal 09259338) | Am Schloss 2 (Karte)            | bez. 1556 (Torpfeiler)      | Schloss ein Renaissancebau mit schlichter Putzfassade, Dreiflügelanlage im direkten Anschluss an den Turm der Kirche, barocke Saalkirche, einzeln stehende neogotische Schlosskapelle, Schlosstor mit historischem Wappenstein, Schlossanlage hohe geschichtliche Bedeutung durch den Altranstädter Friedensvertrag vom 24. September 1706 (Friedenszimmer), baugeschichtlich, geschichtlich und städtebaulich (ortsbildprägend) von Bedeutung. | 09304298 |
| Weitere Bilder                          | Einzeldenkmal der Sachgesamtheit Schloss und Kirche Altranstädt: Schloss und Jubiläumsobelisk im Schlosshof sowie auf die historische Bedeutung des Friedenszimmers bezogenes Inventar (siehe auch Sachgesamtheit 09304298)                                                                                                | Am Schloss 2 (Karte)            | Ende 16. Jh.                | schlichter Renaissancebau als Dreiflügelanlage im direkten Anschluss an den Turm der Kirche, Friedenszimmer in Erinnerung an den Altranstädter Frieden vom 24. September 1706 sowie die Altranstädter Konvention vom 1. Sept. 1707 mit klassizistischer Wandfassung und dazugehörigem Ofen sowie Mobiliar und Porträtgemälden (siehe gesonderte Aufstellung unter Sammlung/Ausstattung), baugeschichtliche, heimatgeschichtliche, kulturgeschichtliche und herausragende zeitgeschichtliche sowie städtebauliche (ortsbildprägende) Bedeutung. Zwei Geschosse, sieben Achsen, Mansarddach mit Fledermausgauben, schlichtes Barockportal mit Wappen darüber (Johann Jacob von Hohenthal), Fenster mit Renaissancegewänden aus Sandstein, Schlossgut weitgehend baulich verändert. | 09259308 |
| Weitere Bilder                          | Einzeldenkmal der Sachgesamtheit Schloss und Kirche Altranstädt: Schlosstor (siehe auch Sachgesamtheit 09304298) | Am Schloss 2 (bei) (Karte)      | bez. 1556 (Torpfeiler)      | drei Torpfeiler zum Rittergut, mit Wappen von 1556 derer von Wiedemann, ortsgeschichtlich von Bedeutung. Torpfeiler: original erhalten aus der Erbauungszeit des Schlosses. | 09259338 |
|                                         | Einzeldenkmal der Sachgesamtheit Schloss und Kirche Altranstädt: Schloss- oder Gruftkapelle mit Einfriedung, Friedhofstor und Grabanlage vor der Kapelle (siehe auch Sachgesamtheit 09304298) | Am Schloss 2 (bei) (Karte)      | 1870er Jahre                | Kapelle ein neogotischer Ziegelbau, aufwendige Einfriedung in Ziegelstein und Ziergitter, baugeschichtlich und ortsgeschichtlich von Bedeutung. Ein Geschoss, oktogonaler Grundriss, Ecklisenen, profiliertes Kranzgesims, ziegelgedecktes Zeltdach, Portal wurde Anfang des 20. Jh. durch Einbau von Eisenträgern verändert, innen hat sich die Altarnische erhalten, umgeben alter Friedhof. | 09259339 |
| Weitere Bilder                          | Einzeldenkmal der Sachgesamtheit Schloss und Kirche Altranstädt: Dorfkirche Altranstädt (Kirche (mit Ausstattung) und Einfriedung des Kirchhofs (siehe auch Sachgesamtheit 09304298)) | Am Schloss 2 (bei) (Karte)      | im Kern 13. Jh. (Kirchturm) | Kirche in Bruchsteinmauerwerk, großer barocker Saalbau mit Westturm zwischen Schloss und Kirche, Turm noch mittelalterlichen Ursprungs, Einfriedung Feldsteinmauerwerk, baugeschichtlich, ortsgeschichtlich und ortsbildprägend von Bedeutung. Ein Geschoss, fünf Achsen, Satteldach mit Fledermausgauben, Westturm mit Walmdach, Schiff von 1745 (ursprünglich romanisch). | 09259307 |
|                                         | Pfarrhaus und Pforte zum Pfarrhof | Lindenstraße 1 (Karte)          | 18. Jh.                     | barocker Putzbau mit Mansarddach, in unmittelbarer Nähe des Schlossareals, baugeschichtlich und ortsgeschichtlich von Bedeutung. Zwei Geschosse, fünf Achsen, Fenster neu, rechteckiger Baukörper, Mansarddach mit Fledermausgauben, Gesims, Fenstergewände aus Sandstein, Eingang als Portal gestaltet. | 09259309 |
| Direkt Bild zu diesem Denkmal hochladen | Wohnhaus | Lindenstraße 2 (Karte)          | um 1780                     | schlichte Putzfassade mit Mansarddach, wohl ursprünglich zum Schlossareal gehörend, Bestandteil der historischen Ortskernbebauung. Ein Geschoss, zwei Achsen, Mansarddach. | 09259306 |
| Direkt Bild zu diesem Denkmal hochladen | Südliches Seitengebäude eines Bauernhofes | Lindenstraße 3 (Karte)          | bez. 1893                   | Ziegelgebäude einer ortstypischen Hofanlage, baugeschichtlich von Bedeutung. - Wohnhaus: Zwei Geschosse, zwei Achsen, Fachwerk im Obergeschoss sichtbar, Fenster neu - Stallgebäude: Ziegel, zwei Geschosse, drei Achsen, Satteldach, bezeichnet 1893 - Wohnhaus und ein Stallgebäude Streichung 2004, nur das straßenseitige, traufständige Stallgebäude bleibt Denkmal | 09259312 |
| Direkt Bild zu diesem Denkmal hochladen | Seitengebäude eines Bauernhofes | Lindenstraße 5 (Karte)          | bez. 1910                   | Ziegelbau, ehemaliges Stallgebäude mit Auszug, Bestandteil der historischen Ortskernbebauung, baugeschichtlich von Bedeutung. giebelständig, zwei Geschosse, Verwendung von rotem und gelbem Klinker, zwei Rundbogenfenster im Giebel, Dach neu, Stockwerkgesimsgliederung, Rest einer Hofanlage, nur vorderer Gebäudeteil (bis Brandgiebel) als Denkmal erfasst. | 09258793 |
| Direkt Bild zu diesem Denkmal hochladen | Wohnhaus, daran angebautes Stallgebäude und Scheune eines Bauernhofes | Lindenstraße 11 (Karte)         | 1. Hälfte 19. Jh.           | Wohnhaus Erdgeschoss Lehm, Obergeschoss Fachwerk verputzt, Seitengebäude Ziegelfassade, komplett erhaltene, ortsbildprägende Hofanlage, baugeschichtlich von Bedeutung. - Wohnhaus: Zwei Geschosse, sechs Achsen, Fenster neu, Krüppelwalmdach, traufständig - Nebengebäude: Ziegel, zwei Geschosse, Satteldach | 09259323 |
| Direkt Bild zu diesem Denkmal hochladen | Wohnhaus und Toranlage (mit Pforte) eines Bauernhofes | Lindenstraße 12 (Karte)         | um 1895                     | Ziegelbau, ansprechende Fassadengestaltung des Wohnhauses durch Verwendung farbiger Klinker, baugeschichtlich von Bedeutung. Sandsteinsockel, zwei Geschosse, Stockwerkgesimsgliederung, Dach neu, Fenster im Erdgeschoss alt, im Obergeschoss neu, im Obergeschoss Sandsteinsohlbänke mit Konsölchen, Torpfeiler gefährdet. | 09258948 |
| Direkt Bild zu diesem Denkmal hochladen | Wohnhaus (mit Stallanbau), Seitengebäude, Scheune (Ruine) und Toranlage (mit Pforte) eines Dreiseithofes | Lindenstraße 13 (Karte)         | um 1890                     | Ziegelbauten, komplett erhaltene Hofanlage des 19. Jahrhunderts von ortsbildprägendem Charakter, baugeschichtlich von Bedeutung. - Wohnhaus: Zwei Geschosse, zwei Achsen, Satteldach, Gesims, Fenster neu - Scheune: Satteldach mit Fledermausgauben, Scheune vor 2012 abgebrochen bis auf die Umfassungsmauer | 09259324 |
| Direkt Bild zu diesem Denkmal hochladen | Wohnhaus, Stallgebäude und Scheune eines Bauernhofes | Lindenstraße 14 (Karte)         | um 1900                     | ortstypische Ziegelbauten, eine das Straßenbild prägende Hofanlage mit ansprechender Fassadengestaltung, baugeschichtlich von Bedeutung. - Wohnhaus: traufständig, zwei Geschosse, fünf Achsen, Satteldach mit Biberschwanzdeckung, Fassadengliederung durch Verwendung von roten und gelben Klinkern und Betonung des Stockwerkgesimses, Fenster neu - Stall und Scheune aus Ziegeln, Sandsteinsockel, Giebel des Stalles mit Rundbogenfenster, Rechteckfenster zugemauert. Scheune mit altem Dachstuhl und alter Biberschwanzdeckung, alte Scheunentore. | 09258791 |
| Direkt Bild zu diesem Denkmal hochladen | Wohnhaus, daran angebautes westliches Seitengebäude und nördliches Stallgebäude eines ehemaligen Vierseithofes | Lindenstraße 20 (Karte)         | Mitte 19. Jh.               | Wohnhaus vollständig verputzt, Erdgeschoss Lehm, Fachwerkobergeschoss, die Seitengebäude Ziegelbauten, eine das Straßenbild prägende, ortstypische Hofanlage, baugeschichtlich von Bedeutung. - Wohnhaus: traufständig, zwei Geschosse, Klinkersockel, Erdgeschoss vermutlich Lehm (verputzt), Fenster im Erdgeschoss vergrößert, Fenster des Obergeschosses original, Putzgliederung, neue Dachdeckung. - 1. Stall (bezeichnet 1867): traufständig, Sandsteinsockel, zwei Geschosse, alter Dachstuhl, Fenster alt (ohne Glas). - 2. Stall (bezeichnet 1908): giebelständig, Ziegelbau, zwei Rundbogenfenster im Giebel alt, im Obergeschoss neue Fenster, Erdgeschoss mit Fensterläden, Gliederung durch Verwendung roter und gelber Klinker, Traufseite. stark verändert.      | 09258935 |
| Direkt Bild zu diesem Denkmal hochladen | Friedhof Altranstädt: Friedhofskapelle auf dem Friedhof am Oertelberg | Neumarkt (Karte)                | um 1800                     | schlichter oktogonaler Bau mit Zeltdach, baugeschichtlich von Bedeutung. oktogonaler Putzbau mit Zeltdach, Biberschwanzdeckung, eckiges Tor aus jüngerer Zeit, Putzgliederung, Kapelle saniert. | 09259864 |
| Direkt Bild zu diesem Denkmal hochladen | Mietshaus | Ranstädter Straße 15 (Karte)    | um 1895                     | Klinkerfassade, schöne Fensterrahmungen, Teil der gründerzeitlichen Bebauung des Ortes, baugeschichtlich von Bedeutung. drei Geschosse, sechs Achsen, traufständig, Satteldach, Sandsteinfenstergewände, Fensterverdachungen, Kranzgesims, Erdgeschoss geglättet. | 09259321 |
| Direkt Bild zu diesem Denkmal hochladen | Wohnhaus eines Bauernhofes | Rosa-Luxemburg-Straße 1 (Karte) | 1. Hälfte 19. Jh.           | schlichte Putzfassade, Erdgeschoss Lehm, Obergeschoss Fachwerk verputzt, Teil der ursprünglichen Ortskernbebauung in markanter Lage, baugeschichtlich von Bedeutung. Zwei Geschosse, zwei Achsen, giebelständig, Krüppelwalmdach, original: Fenster, Dachstuhl, ruinöser Zustand. | 09259318 |
| Direkt Bild zu diesem Denkmal hochladen | Denkmal für die Gefallenen des 1. Weltkrieges | Schwedenstraße (Karte)          | nach 1918 (Kriegerdenkmal)  | ortsgeschichtlich von Bedeutung. Gedenkstein in Parkanlage, geometrische Grundform mit innenliegendem Soldatenhelm. | 09259300 |
| Direkt Bild zu diesem Denkmal hochladen | Wohnhaus (mit Stallanbau) und Seitengebäude eines Bauernhofes | Schwedenstraße 55 (Karte)       | 1. Hälfte 19. Jh.           | Wohnhaus Obergeschoss Fachwerk, eingeschossiges Seitengebäude mit schlichter Putzfassade, Bestandteil der ursprünglichen Ortskernbebauung, baugeschichtlich von Bedeutung. Wohnhaus und ein Nebengebäude, Fachwerk, Wohnhaus: Zwei Geschosse, zwei Achsen, giebelständig, Satteldach, Fenster teilweise neu. | 09259301 |
| Direkt Bild zu diesem Denkmal hochladen | Scheune, zwei Seitengebäude und Hofmauer mit Toreinfahrt und Pforte eines Bauernhofes | Schwedenstraße 59 (Karte)       | um 1890                     | Gebäude mit Ziegelfassade, Teil der ursprünglichen Ortskernbebauung, baugeschichtlich von Bedeutung. Zwei Geschosse, zwei Achsen, Fenster original, Satteldach, geschlossene Toreinfahrt, Gesims. | 09259303 |
| Direkt Bild zu diesem Denkmal hochladen | Seitengebäude eines Bauernhofes | Schwedenstraße 64 (Karte)       | 1809 Dendro                 | Fachwerkbau, Bestandteil der ursprünglichen Ortskernbebauung, baugeschichtlich von Bedeutung. Zwei Geschosse, Krüppelwalmdach, original: Fenster, Dachstuhl, Ziegelgefache. | 09259317 |

## Döhlen
| Bild                                    | Bezeichnung                                                    | Lage                       | Datierung     | Beschreibung | ID       |
| --------------------------------------- | -------------------------------------------------------------- | -------------------------- | ------------- | --- | -------- |
| Direkt Bild zu diesem Denkmal hochladen | Wohnhaus eines ehemaligen Dreiseithofes                        | Am Teich 2 (Karte)         | Mitte 19. Jh. | Obergeschoss Fachwerk, Krüppelwalmdach, ortstypisches Gebäude in exponierter Lage am Teich, baugeschichtlich von Bedeutung. Fenster des Erdgeschosses verändert, Ställe und Scheune in schlechtem Zustand, Scheune und Garage abgebrochen. | 09257784 |
| Direkt Bild zu diesem Denkmal hochladen | Chausseehaus (Wohnhaus)                                        | Lützner Straße 180 (Karte) | Ende 18. Jh.  | ehemals Haus des Chausseewärters, eingeschossiger Putzbau mit Krüppelwalmdach, regionalgeschichtliche, baugeschichtliche und verkehrsgeschichtliche Bedeutung. Das wahrscheinlich am Ende des 18. Jahrhunderts errichtete Wohnhaus (Ersterwähnung wohl 1795) ist ein schlichter, eingeschossiger Putzbau mit Ecklisenen, profiliertem Traufgesims und Krüppelwalmdach. Einst war es Wohn- und Dienstgebäude des Chausseewärters. Dieser hatte die Aufsicht über einen bestimmten Chausseeabschnitt und nahm das Chausseegeld (Straßenbenutzungsgebühr) ein. Die Einnahmen dienten zur Refinanzierung und Unterhaltung der ausgebauten Kunststraßen (Chausseen). Das Chausseehaus steht an einer sehr alten Straßenverbindung, die einst Teil der Via Regia war. In preußischer Zeit nach 1815 hieß die Straße preußische Staatschaussee Nummer 69, sie verband Leipzig und Weißenfels. Das Gebäude verweist damit auf einen wichtigen Bereich der Regional- und Verkehrsgeschichte. Es dokumentiert die Organisation des Straßenwesens in der Vergangenheit. Es zeigt auch die Wohn- und Lebensverhältnisse eines Beamten der Straßenverwaltung. Hierdurch erlangt es regional-, verkehrs- und baugeschichtliche Aussagekraft. Da es zudem eines der wenige erhaltenen Beispiele seiner Art im Leipziger Umland ist, hat es auch Seltenheitswert. | 09304565 |
| Weitere Bilder                          | Rittergut Döhlen b. Markranstädt: Herrenhaus eines Rittergutes | Zum Rittergut 65 (Karte)   | um 1800       | klassizistische Putzfassade, von ortsgeschichtlicher Bedeutung. rechteckiger Bau mit sieben Achsen, flaches Walmdach, einachsiger Mittelrisalit mit Dreiecksgiebelabschluss, zweigeschossig mit Mezzaningeschoss, diverse Umbauten, so z. B. gesamter Treppenaufgang zum Eingang neu. | 09256707 |

## Frankenheim
| Bild                                    | Bezeichnung | Lage                       | Datierung           | Beschreibung | ID       |
| --------------------------------------- | --- | -------------------------- | ------------------- | --- | -------- |
| Direkt Bild zu diesem Denkmal hochladen | Wohnhaus, Stallgebäude, Scheune, nördliches Seitengebäude und zwei Toreinfahrten (eine mit Pforte) eines Vierseithofes | Dölziger Straße 2 (Karte)  | bez. 1870           | zweigeschossiges Wohnhaus Ziegelgebäude mit Zwillingsfenster im Giebel, beide Seitengebäude Ziegelbauten mit Klinkergliederung, Lehmscheune mit Fachwerk im Giebel, Toranlage mit Ziegelpfeilern, einer der gut erhaltenen Hofanlagen des Ortes in städtebaulich markanter Lage, baugeschichtlich von Bedeutung. - Wohnhaus: Zwei Geschosse, Klinkerfassade mit Klinkergliederung über Bruchsteinsockel, Satteldach, Inschrift: „Erbauet von G. Blühner 1870 No 24“ - Stall: Zwei Geschosse, Klinker mit farbiger Klinkergliederung, Bruchsteinsockel (um 1900) - Scheune: Erdgeschoss Stampflehm, Giebel in Klinker mit Fachwerk (um 1800) - Wirtschaftsgebäude: Klinker mit Klinkergliederung, entstellender Anbau kein Denkmal (um 1900) - Toranlage: Klinkerpfosten: Inschrift: „AB 1900“ | 09256764 |
| Direkt Bild zu diesem Denkmal hochladen | Wohnhaus | Dölziger Straße 38 (Karte) | 1. Hälfte 19. Jh.   | eingeschossiges ländliches Wohnhaus mit originalem Dachstuhl in unmittelbarer Nähe zur Kirche, einer der letzten Massivlehmbauten mit Fenstergewänden aus Eiche, sozialgeschichtlich von Bedeutung. Wohnhaus: ein Geschoss, originales Satteldach, Fenster zum Teil mit Holzgewände (orig. Fenstergliederung ?), Putzfassade, östliche Traufseite mit Giebel. | 09256756 |
| Direkt Bild zu diesem Denkmal hochladen | Alte Schule (Wohnhaus (früher Schule) und Nebengebäude)                                                                | Dölziger Straße 40 (Karte) | 1. Hälfte 19. Jh.   | verputzter eingeschossiger Lehmbau in unmittelbarer Nähe zur Kirche, ortsgeschichtlich von Bedeutung. Eingeschossig, verputzter Lehm, neues Krüppelwalmdach, Fenstergewände aus Holz, Haustür alt. | 09256757 |
| Weitere Bilder                          | Dorfkirche Frankenheim (Kirche (mit Ausstattung) und Kirchhof mit einigen alten Grabmalen)                             | Dölziger Straße 42 (Karte) | um 1200 (Kirchturm) | schlichte barocke Saalkirche mit älterem Westturm und schönem Kirchenportal, zwei klassizistische Grabmäler auf dem Kirchhof, baugeschichtlich, ortsgeschichtlich und ortsbildprägend von Bedeutung. - Kirche: Westturm mit Datierung „1511“, Langschiff mit Traufgesims und Strebepfeilern, Portal mit Pilastern mit Masken und gesprengtem Giebel, Inschrift: „Der Prediger Salomon das 5. Capit Bewahre deinen ... wenn du zum Hause Gottes gehest und komm daß du hörest Anno 1737“ - Friedhofsmauer: Klinker über Bruchsteinmauer mit eingelassenen Grabsteinen klassizistische Grabsteine (ruinös). | 09256755 |

## Gärnitz
| Bild                                    | Bezeichnung                                                        | Lage                         | Datierung     | Beschreibung | ID       |
| --------------------------------------- | ------------------------------------------------------------------ | ---------------------------- | ------------- | --- | -------- |
| Direkt Bild zu diesem Denkmal hochladen | Wohnhaus                                                           | Feldscheunenweg 10 (Karte)   | um 1800       | eingeschossiger Putzbau am Rand des Gutsparks Gärnitz, vermutlich ehemaliges Hirtenhaus, sozialgeschichtlich von Bedeutung. alter Dachstuhl, sehr dicke Wände, leerstehend. | 09257355 |
| Weitere Bilder                          | Rittergut Gärnitz; Sattelhof Gärnitz: Herrenhaus eines Rittergutes | Platz des Friedens 2 (Karte) | Mitte 19. Jh. | schlichter klassizistischer Putzbau, wesentlicher Teil des Gutshofes, baugeschichtlich und ortsgeschichtlich von Bedeutung. - Herrenhaus zweigeschossig, Treppe, Bruchsteinsockel, Putzfassade neu - Nebengebäude: ehemalige Stallungen, Ziegel verputzt, Fledermausgaube, Stockgesims, Sandsteinquader als Sockel, durch Umbauten leicht verändert, Nummer 2 und 5 saniert, Nummer 4 nur Fenster teilsaniert, die beiden aneinandergebauten Wirtschaftsgebäude/Nebengebäude (Nummer 4 und Nummer 5, Flstke. 1c und 1/1) des Rittergutes – 2012 gestrichen, baulich zu stark verändert. | 09257356 |

## Göhrenz
| Bild           | Bezeichnung | Lage                               | Datierung         | Beschreibung | ID       |
| -------------- | --- | ---------------------------------- | ----------------- | --- | -------- |
| Weitere Bilder | Haus Schulze (Villa) | Albersdorfer Straße 30 (Karte)     | 1915              | zweigeschossiges Gebäude, schlichte Putzfassade, ausgebautes Mansarddach, schönes Landhaus im Reformstil der Zeit um 1910, errichtet für Hans Schulze, Direktor der Leipziger Firma Rudolf Sack, ortsgeschichtlich und baugeschichtlich von Bedeutung. Zwei Geschosse, drei Achsen, Erker im Erdgeschoss, original: Fenster, Fensterläden im Obergeschoss, leicht profiliertes Dachgesims. Haus Schulze (Villa): Das Landhaus wurde um 1915 auf einem vergleichsweise großen Grundstück an der 1897 eingerichteten Bahnnebenstrecke Leipzig/Plagwitz–Pörsten (Bahnhof Göhrenz-Albersdorf) erbaut. Den Entwurf lieferte der Architekt Heinrich Moßdorf (Bruder des Gartenarchitekten Otto Moßdorf junior), welcher ungefähr zu gleicher Zeit für die Landsmannschaft „Frankonia“ (ehem. Burschenschaftshaus Elisenstraße/heute Bernhard-Göring-Straße) und den Umbau des Gasthofs „Zur Linde“ (seit 1921 Rathaus) in Markkleeberg-Oetzsch tätig war. - Gebäude: - Villa (Landhaus) mit besonderer Akzentuierung der Nordfassade durch Erker, an der Ostseite Eingang mit verglaster Veranda, an der Südseite Terrasse (jüngere Ergänzung?) - Nebengebäude (Neubau) und zwei Garagen (spätere Ergänzungen) an der Albersdorfer Straße, westlich der Villa Veranda mit Geräteraum (?, massives Ziegelmauerwerk, vielleicht durch späteren Umbau eines älteren Garten-/Wirtschaftsgebäudes entstanden?). - Einfriedung: Holz-/Sichtschutzzaun (keine historische Einfriedung). - Erschließung/Flächenbefestigungen: - Zugang von Norden, Wegebefestigungen unmittelbar am Haus (Natursteinpflaster, wahrscheinlich erneuert), im Gartenareal sind oberflächig keine Hinweise auf frühere Wege erkennbar (im östlichen Grundstücksteil wurde aufgenommenes Naturstein-Großpflaster abgelagert). - im Südwesten des Grundstücks wurden Parzellen abgetrennt und mit Einfamilienhäusern bebaut. - Vegetation: - auffallend sind an der nördlichen Grundstücksgrenze (Albersdorfer Straße) eine alte Linde (Tilia x vulgaris?), eine Schwarz-Kiefer (Pinus nigra) südlich der Villa sowie eine Blau-Fichte (Picea pungens i.S.) nordwestlich der Villa. - westlich der Villa einige Altbäume in lockerer Gruppierung (Linden/Tilia x vulgaris?, Stiel-Eiche/Quercus robur, Silber-Ahorn/Acer saccharinum und Rosskastanien/Aesculus hippocastanum), an den Stämmen Efeu (Hedera helix, jedoch im westlichen Grundstücksteil nicht Boden bedeckend vorhanden, ansonsten Rasenfläche). - östlicher Grundstücksteil mit hainartigem Baumbestand (vermutlich ursprünglich als dichte Abpflanzung zur ehemaligen Eisenbahntrasse oder Windschutz, in jüngster Zeit etliche Fällungen, hauptsächlich wohl Spitz-Ahorn/Acer platanoides und Esche/Fraxinus excelsior – Grundstück nicht betreten, partiell bodendeckend bzw. an den Stämmen Efeu/Hedera helix). - Deutung/Bewertung: Die Villa (bzw. das Landhaus) besitzt orts- und baugeschichtlichen Zeugniswert. Auf Grund der familiären Nähe des Architekten zu dem regional einflussreichen Gartenarchitekten Otto Moßdorf junior (welcher zudem seit etwa 1917 den Firmensitz nach Göhrenz verlegte), besteht ein gewisser Verdacht einer entsprechenden Beteiligung bei der Gestaltung des Grundstücks. Diesen bestärkt auch die Position des Bauherrn in Göhrenz, Hans Schulze, als Direktor der Leipziger Maschinenbaufirma Rudolph Sack, da für den damaligen Firmeneigentümer, Rudolph Paul Sack, annähernd gleichzeitig bei Leipzig-Schönau ein repräsentativer Landsitz mit ausgedehnten Gartenanlagen entstanden war (nach Planung Moßdorfs als Unterauftragnehmer der Architekten Schmidt & Johlige?). Diese Hypothesen bestätigende Quellen liegen aber gegenwärtig nicht vor, auch gibt die aktuelle Bestandssituation dafür keine deutlichen Anhaltspunkte. Daher wird über den Umgebungsschutz des Baudenkmals hinaus keine Grundlage für die Ausweisung als Gartendenkmal oder Nebenanlage (Garten) gesehen. | 09257371 |
| Weitere Bilder | Doppelwohnhaus | Albersdorfer Straße 48; 50 (Karte) | um 1915           | einfache Putzfassade dezent dekoriert, bewegtes Mansarddach, straßenbildprägendes Gebäude mit Erker im Erdgeschoss, im Reformstil der Zeit um 1910, baugeschichtlich von Bedeutung. Nummer 48 stark verändert, neue Fenster und neue Gestaltung der Giebel, Sockel verklinkert, Nummer 50 weist noch leichte Verzierungen im Putz auf, Nummer 48 teilsaniert, Nummer 50 saniert (Nachbarhaus Nummer 52 – kein Denkmal, aber bezeichnet 1914, Anhaltspunkt für die Datierung). | 09257374 |
| Weitere Bilder | Windmühle Göhrenz (Turmholländer) | Albersdorfer Straße 81 (Karte)     | 2. Hälfte 19. Jh. | heute Wohnhaus, ortshistorische Bedeutung. Turmholländer, auch als Steuber Mühle Göhrenz oder Alte Mühle bezeichnet, dreigeschossig, konische Bauform, Putzbau, quadratische Fenster, geschweifte, zeltdachförmige Haube mit Dachaufsatz für die Flügelwelle – ohne Flügel, heute Wohnhaus, keine technische Ausstattung vorhanden, von Vegetation umgeben. | 09257380 |
| Weitere Bilder | Bahnhof Göhrenz-Albersdorf; Eisenbahnstrecke Leipzig-Plagwitz – Pörsten: Empfangsgebäude und Toilettenhäuschen eines Bahnhofes               | An den Kastanien 10 (Karte)        | 1897 (Bahnhof)    | heute Wohnhaus, Empfangsgebäude der Eisenbahnstrecke Leipzig-Plagwitz – Pörsten, gründerzeitlicher Ziegelbau mit Krüppelwalmdach, ortsgeschichtlich und verkehrsgeschichtlich von Bedeutung. Eisenbahnstrecke Leipzig-Plagwitz – Pörsten (LGAB – 12028), 1897 preußisch-hessische Staatsbahn Leipzig-Plagwitz nach Lützen, Nebenbahn, 31. August 1999 Strecke stillgelegt. - Empfangsgebäude: Ziegelbau, zwei Geschosse, vier Achsen, original: Fenster, Krüppelwalmdach, Dach - WC-Häuschen: eingeschossig, Ziegelbau, Dach erneuert. | 09257373 |
| Weitere Bilder | Wohnhaus, östliches Stallgebäude, westliches Seitengebäude, Scheune, zwei Toreinfahrten (mit Pforten) und Hofpflasterung eines Vierseithofes | Drei Linden 11 (Karte)             | um 1900           | stattlicher und repräsentativer Bauernhof, geschlossen erhalten, Wirtschaftsgebäude Ziegelbauten, Wohnhaus markanter Putzbau im Stil der Neorenaissance, baugeschichtlich und ortsgeschichtlich von Bedeutung. - Wohnhaus (Putzfassade, Natursteinsockel, Walmdach): Zwei Geschosse, sechs Achsen, Natursteinsockel, Sandsteingesimse und Sandsteinfenstergewände (im Erdgeschoss Segmentbogenfenster, im Obergeschoss Rechtecksfenster mit Verdachung), Mittelrisalit mit Bekrönung - linker Stall: giebelständig, Krüppelwalm, Natursteinsockel, zum Teil verputzt, Lisenengliederung, Fries am Dachgesims - rechter Stall: giebelständig, Satteldach, Ziegel, Fenster im Erdgeschoss zum Teil zugemauert - Scheune: Satteldach, Ziegel, Verzierung wie linker Stall, beide Toreinfahrten aus Ziegel und mit Vasenbekrönung. | 09257375 |

## Großlehna
| Bild                                    | Bezeichnung                                                                                   | Lage                                        | Datierung                               | Beschreibung | ID       |
| --------------------------------------- | --------------------------------------------------------------------------------------------- | ------------------------------------------- | --------------------------------------- | --- | -------- |
| Direkt Bild zu diesem Denkmal hochladen | Großlehnaer Schule (Schulgebäude)                                                             | Alte Gasse 6 (Karte)                        | um 1900                                 | alte Ortslage Kleinlehna, Klinkerbau in späthistoristischen Formen, wichtige Lage im Ortsbild, ortsgeschichtliche und sozialgeschichtliche Bedeutung. Zweigeschossiger Bau mit neun Achsen in roten Klinkern über Bruchsteinsockel, akzentuierende Gliederungselemente in gelben Klinkern (Bänderung und Fensterstürze), Schlusssteine und Sohlbänke der Fenster in Kunststein, Erdgeschoss großzügig mit großen Stichbogenfenstern geöffnet, Eingang in der Mitte angeordnet mit Portalrahmung, Stockwerks- und Traufgesims mit Zahnschnitt (Kranzgesims), Sockelzone mit Quadersteinen, original: Haustür, Fenster im Erdgeschoss, vor dem Schulgebäude kleine Grünfläche, Zeugnis der Orts- und Schulgeschichte im ausgehenden 19. Jahrhundert, als zeittypischer, architektonisch ansprechender Schulbau in regionaltypischer Klinkerbauweise von baugeschichtlicher Bedeutung. | 09259292 |
| Direkt Bild zu diesem Denkmal hochladen | Seitengebäude eines Vierseithofes                                                             | Kleinlehnaer Weg 1 (Karte)                  | bez. 1899                               | alte Ortslage Kleinlehna, markante Ziegelfassade, großes Stallgebäude mit repräsentativem Giebel, baugeschichtlich von Bedeutung. Zwei Geschosse, zwei Achsen, giebelständig, Gesims. | 09259297 |
| Direkt Bild zu diesem Denkmal hochladen | Wohnhaus und Nebengebäude                                                                     | Merseburger Straße 28 (Karte)               | 2. Hälfte 19. Jh.                       | Wohnhaus eingeschossiger Putzbau, Nebengebäude Ziegelfassade, markantes kleines Anwesen, sozialgeschichtlich von Bedeutung. ein Geschoss, Satteldach, originaler Dachstuhl, originale Fenster, Fensterläden. | 09259275 |
| Direkt Bild zu diesem Denkmal hochladen | Villa mit Einfriedung                                                                         | Nempitzer Straße 8 (Karte)                  | um 1885                                 | alte Ortslage Kleinlehna, villenartiges Gebäude mit repräsentativer Klinkerfassade, im Stil des Historismus, mit Anklängen an den Schweizer Stil, qualitätvolle Fassadengestaltung, baugeschichtlich und ortsentwicklungsgeschichtlich von Bedeutung. Zwei Geschosse, fünf Achsen, Mittelrisalit, Außengesperre, originale Jalousienkästen, Ecklisenen, Fenstergewände mit Verdachung, im Erdgeschoss Doppelfenster mit Säulen, Fenster original. | 09259296 |
| Direkt Bild zu diesem Denkmal hochladen | Mietshaus                                                                                     | Nempitzer Straße 19 (Karte)                 | um 1905                                 | alte Ortslage Kleinlehna, Klinkerfassade, straßenbildprägendes Gebäude der Gründerzeit, baugeschichtlich und ortsentwicklungsgeschichtlich von Bedeutung. Zwei Geschosse, sechs Achsen, Dachausstiege, Satteldach, Tordurchfahrt, geschwungener Giebelabschluss, Fenstergewände mit Schlussstein. | 09259295 |
| Direkt Bild zu diesem Denkmal hochladen | Mietshaus                                                                                     | Nempitzer Straße 21 (Karte)                 | um 1895                                 | alte Ortslage Kleinlehna, hübsche Klinkerfassade, straßenbildprägendes gründerzeitliches Gebäude, baugeschichtlich und ortsentwicklungsgeschichtlich von Bedeutung. Zwei Geschosse, fünf Achsen, Satteldach, Fenstergewände mit Verdachung, Konsolen und Ornament. | 09259294 |
| Direkt Bild zu diesem Denkmal hochladen | Mietshaus                                                                                     | Nempitzer Straße 23 (Karte)                 | um 1895                                 | alte Ortslage Kleinlehna, gründerzeitliche Klinkerfassade, aufwendige Fassadengestaltung, Gebäude von straßenbildprägendem Charakter, baugeschichtlich und ortsentwicklungsgeschichtlich von Bedeutung. Zwei Geschosse, vier Achsen, Satteldach, Stichbogenfenster, Fenstergewände mit Schlussstein, Kranzgesims, Sockelzone. | 09259293 |
| Direkt Bild zu diesem Denkmal hochladen | Friedhof Großlehna: Friedhofskapelle und Nebengebäude (vermutlich Leichenhalle) des Friedhofs | Rudolf-Breitscheid-Straße 1 (neben) (Karte) | um 1900                                 | neogotische Ziegelbauten, baugeschichtlich und ortsgeschichtlich von Bedeutung. ein Geschoss, Satteldach, Traufgesims, neogotische Fenster, Tür, Ecklisenen, Nebengebäude unsaniert, Kapelle teilsaniert. | 09259278 |
| Weitere Bilder                          | Dorfkirche Großlehna (Kirche (mit Ausstattung) und Kirchhof mit Einfriedungsmauer)            | Rudolf-Breitscheid-Straße 11 (Karte)        | 13. Jh. (Kirchturm)                     | gotische Kirche in Bruchsteinmauerwerk, rechteckiges Langhaus mit querrechteckigem Turm, Chor mit 3/8-Schluss im Osten und rechteckigem Sakristeianbau, baugeschichtlich, ortsgeschichtlich und ortsbildprägend von Bedeutung. im 19. Jahrhundert Maßwerk erneuert, Westarm mit Zeltdach, sich nach oben in Stufen verschmälernd (zwei Stufen), oben vier Spitzbogenöffnungen, Langschiff teilsaniert, Turm und Einfriedung saniert. | 09259281 |
| Direkt Bild zu diesem Denkmal hochladen | Wohnhaus (Nr. 15a) eines ehemaligen Bauernhofes und Mietshaus (Nr. 15)                        | Rudolf-Breitscheid-Straße 15; 15a (Karte)   | 1. Hälfte 19. Jh. (Bauernhaus, Nr. 15a) | bemerkenswertes Beispiel einer Hofumgestaltung um 1900, qualitätvolle historisierende Fassadenausbildung des Mietshauses mit Jugendstildekoration, baugeschichtlich und ortsentwicklungsgeschichtlich von Bedeutung. - Wohnhaus: Zwei Geschosse, sechs Achsen, Putzfassade, vermutlich Fachwerkobergeschoss - Mietshaus: Tordurchfahrt mit Löwenmaske, Fenstergewände, Dachausstiege, Jalousienkästen, Tordurchfahrt mit Pilastern, Nummer 15a – Flstk. 73/23, Nummer 15 – Flstke. 73/24 und 78/422. | 09259284 |
| Direkt Bild zu diesem Denkmal hochladen | Scheune eines Bauernhofes                                                                     | Rudolf-Breitscheid-Straße 20 (Karte)        | um 1850                                 | gut erhaltene, große Scheune des 19. Jahrhunderts, Lehmwellerbau und Fachwerkbau mit Stroh-Lehm-Gefache, zum Hof Ziegelfassade, baugeschichtlich von Bedeutung. Scheune: massive Giebel-Lehmwand, Dach neu, Dachstuhl original. | 09259291 |
| Direkt Bild zu diesem Denkmal hochladen | Wohnhaus und Toreinfahrt eines Vierseithofes                                                  | Rudolf-Breitscheid-Straße 27 (Karte)        | um 1900                                 | Bauernhaus einer Hofanlage der Jahrhundertwende um 1900, mehrfarbiger Ziegelbau, heimatgeschichtlich und baugeschichtlich von Bedeutung. Wohnhaus: Zwei Geschosse, drei Achsen, giebelständig, gekuppelte Fenster im Giebelfeld, Stichbogenfensterprofilierung, Fenstergewände, Mittelrisalit mit Dreiecksgiebel. | 09259287 |

## Kulkwitz
| Bild                                    | Bezeichnung | Lage                                                                    | Datierung                | Beschreibung | ID       |
| --------------------------------------- | --- | ----------------------------------------------------------------------- | ------------------------ | --- | -------- |
|                                         | Sieben Doppelmietshäuser einer Bergarbeitersiedlung | Göhrenzer Straße 2; 3; 4; 5; 6; 7; 8; 9; 10; 11; 12; 13; 14; 15 (Karte) | 1905–1906                | Ziegelbauten mit Satteldach, typische Siedlungsarchitektur aus dem ersten Jahrzehnt des 20. Jahrhunderts, wohl im Zusammenhang mit dem Braunkohlenbergbau entstanden, ortsgeschichtlich von Bedeutung. Verwendung von rotem und gelbem Klinker, äußere Achsen der Traufseiten treten leicht hervor und sind einschließlich der Giebelseiten durch verschiedenfarbige Klinker im Geschossgesims betont, neue Fenster, unsaniert: 8/9 und 10/11, teilsaniert: 2/3, 14/15 und saniert: 4/5, 6/7 und 12/13. | 09257379 |
| Direkt Bild zu diesem Denkmal hochladen | Wohnhaus, daran angebautes Stallgebäude und Seitengebäude sowie Hofmauer und Toreinfahrt eines ehemaligen Dreiseithofes                                                   | Markranstädter Straße 7 (Karte)                                         | um 1870                  | ortstypische ländliche Gebäude in Ziegelbauweise, baugeschichtlich von Bedeutung. - Lehmscheune, fragmentarisch erhalten, ca. 1997 abgebrochen, Stallgebäude an Wohnhaus anschließend, Hofpflasterung - Wohnhaus: zweigeschossiger Ziegelbau, Krüppelwalmdach, giebelständig, Gesims zwischen den Geschossen, Natursteinsockel, gefelderte Türe, saniert - Stall: anderthalbgeschossiger Ziegelbau mit Satteldach. | 09257369 |
| Weitere Bilder                          | Dorfkirche Kulkwitz (Kirche (mit Ausstattung), Kirchhof mit Einfriedungsmauer zur Straße, sowjetisches Ehrenmal und Kriegerdenkmal für die Gefallenen des 1. Weltkrieges) | Straße der Einheit (Karte)                                              | um 1200                  | romanische Chorturmkirche mit halbkreisförmiger Apsis, baugeschichtlich, kunsthistorisch und ortsgeschichtlich von Bedeutung. - Quaderbau, Chorturmkirche mit halbkreisförmiger Apsis, an der Südseite vermauerter rundbogiger Eingang mit profiliertem Gewände, erneuert 1921, Chor kreuzgewölbt, das gestreckte Schiff flachgegedeckt - Umfriedungsmauer nur teilweise vorhanden (nur zur Straße) - Kriegerdenkmal Inschrift: „Nichts ist zu kostbar für das Vaterland. Th. Körner / 1914–1918“ | 09257364 |
|                                         | Landkraftwerke Kulkwitz (ehem.): Ehemaliges Verwaltungsgebäude eines Braunkohlekraftwerkes, heute Wohnhaus                                                                | Zwenkauer Straße 132 (Karte)                                            | 1913                     | Klinkerfassade mit Putzelementen, repräsentativer Eingangsbereich in Sandstein, bemerkenswertes Gebäude im Reformstil, Zeugnis des Braunkohlen-Bergbaus (Albertschacht und Carolaschacht), baugeschichtlich, industriegeschichtlich und regionalgeschichtlich von Bedeutung. | 09304391 |
|                                         | Heizkraftwerk Kulkwitz (ehem.): Schaltwarte eines ehemaligen Kraftwerks                                                                                                   | Zwenkauer Straße 132 (hinter) (Karte)                                   | um 1960 (Schaltzentrale) | Putzbau mit Klinkergliederungen, technikgeschichtlich und regionalgeschichtlich von Bedeutung. Bei dem Gebäude handelt es sich um die Schaltwarte des ehemaligen Heizkraftwerks Kulkwitz, die genaue Bauzeit ist nicht bekannt, wahrscheinlich wurde es um 1960 errichtet, die technischen Einrichtungen sind teils jünger (Entstehungszeit bis um 1980). Gegliederter Baukörper mit dreigeschossigem Frontriegel und basilikal abgestuftem hinterem Teil, in dessen Mitte die Schaltzentrale liegt. Der Bau zeigt seiner Bestimmung und Entstehungszeit entsprechend eine klare und funktionale Architektur mit Putzfassaden und Gliederungselementen in gelben Klinkern, in der Gestaltung werden nachwirkende Einflüsse des Neuen Bauens der 1920er Jahre erkennbar. Die Geschichte des Braunkohlenabbaus und der Braunkohlennutzung am Ort reicht bis ins 19. Jahrhundert zurück. Seit 1860 in Göhrenz erste erfolgreiche Bohrungen nach Braunkohle, daraufhin 1864 Gründung der Braunkohlenaktiengesellschaft „Grube Mansfeld“ mit einer auf Albersdorfer Flur abgeteuften Grube. In den 1880er Jahren wurden noch weitere Schächte abgeteuft, darunter der Glückauf-Schacht (1881) sowie die bedeutendsten Schächte der Grube König Albert (1884) und Carola-Schacht auf Kulkwitzer Flur, die ab 1911 die Kohle für das 1910 entstandene Kraftwerk der „Landkraftwerke Leipzig AG in Kulkwitz“ lieferten. Anfangs diente das Kulkwitzer Kraftwerk der regionalen Stromversorgung, es verfügte über ein eigenes Hochspannungsnetz von 81 km Länge und beliefert die Stadt Markranstädt sowie 28 Gemeinden des Leipziger Landkreises mit Elektrizität. 1914 betrug die Länge des Hochspannungsnetzes bereits 602 km und die des Niederspannungsnetzes 206 km, das 23 Städte und 719 Ortschaften verband (Leistung 14 MW). Durch den Kauf bereits bestehender kleiner Überlandwerke wurde das Versorgungsgebiet nach dem Ersten Weltkrieg auf weitere Teile der Kreise Merseburg, Querfurt und Eckartsberga ausgedehnt. 1938 kam es zur Verschmelzung der Leipziger Braunkohlenwerke AG mit den Landkraftwerken. 1948 trennte man die Kohlengrube und Kraftwerk wieder voneinander und gliederte das Kraftwerk dem VEB Energiekombinat Leipzig ein. Das Kraftwerk wurde mehrfach um- und weiter aufgerüstet, so dass die Leistung des Werkes weiter gesteigert werden konnte. Ab 1979 erfolgte die etappenweise Umstellung zum Heizkraftwerk zur Deckung des Wärmebedarfs der Großwohnsiedlung Grünau. 1981 wurde auf dem Areal des ehemaligen Carolaschachtes östlich der Zwenkauer Straße ein weiteres, neues Heizwerk errichtet. Beide kohlebetriebenen Kraftwerke waren bis 1994 in Betrieb. Mitte der 1990er Jahre weitgehender Abriss der Baulichkeiten und Anlagen und Neubau eines Spitzenlast-Heizwerks, das auf der Grundlage von Gas Fernwärme produziert. Aufgrund der mehrfachen Veränderungen im Kulkwitzer Kraftwerk sind kaum Gebäude oder Anlagen mit historischem Aussagewert erhalten. Außer dem ehem. Verwaltungsgebäude Zwenkauer Straße 132–142, das auf die Anfänge des Kraftwerks als wichtiger regionaler Stromversorger verweist, findet man nur noch in der Schaltwarte ein weitgehend authentisches bauliches Zeugnis, das die Geschichte des Kraftwerks dokumentiert und veranschaulicht. Die Schaltwarte steht für dessen jüngere Vergangenheit, die u. a. die Umstellung vom Elektrizitäts- zum Heizkraftwerk einschloss. Unter diesem Aspekt verkörpert die Schaltwarte einen Zeugniswert für die Entwicklung und die Bedeutung der Braunkohleindustrie und Energieversorgung bzw. Wärmeversorgung in der Region. Zudem ist der Bau mit seiner technischen Ausstattung ein technisches Denkmal im allgemeinen Sinn. Eine Schaltwarte bildet den Mittelpunkt eines Kraftwerks. Von dort werden alle systemrelevanten Prozesse überwacht und gesteuert. Die heute noch vorhandenen Einrichtungen ermöglichen das Verständnis der Funktionsweise der Schaltwarte. Als herausragend ist dabei der zentrale Raum des Schaltwärters zu benennen. In diesem sind noch Schalttafeln, der Schalttisch sowie die indirekte Beleuchtungsanlage erhalten. Im Gebäude befinden sich darüber hinaus noch die Schaltschränke, u. a. von Siemens, sowie im Kellergeschoss die massiven Kabelstränge. Daraus resultiert ein hoher technikgeschichtlicher Wert. Außer der Kulkwitzer Schaltwarte gibt es in Sachsen lediglich noch drei weitere denkmalgeschützte Schaltwarten von Heizkraftwerken, die anderen Beispiele von Leiteinrichtungen dieser Art gehören zu Wasserkraftwerken, Wasserwerken und Umspannwerken. Damit ist auch ein Seltenheitswert für das Objekt festzustellen. | 09305283 |

## Lindennaundorf
| Bild                                    | Bezeichnung | Lage                          | Datierung         | Beschreibung | ID       |
| --------------------------------------- | --- | ----------------------------- | ----------------- | --- | -------- |
|                                         | Bockwindmühle Lindennaundorf (Bockwindmühle mit technischer Ausstattung) | Priesteblicher Straße (Karte) | 1848              | 2009/10 umgesetzt von Mühlenweg an Priesteblicher Straße, ortsgeschichtlich und technikgeschichtlich Bedeutung. Bockwindmühle bestehend aus Bock, holzverkleideter Mühlenkasten mit Hausbaum, Kammrad, Mahlstein, Flügelkreuz mit vier Jalousieflügeln, Windmühle von Mittelweg 1 (Flstk. 129/1) umgesetzt an die Priesteblicher Straße – (Flstk. 137, 136, 224, 225), bei Umsetzung Teile erneuert, Grundsteinlegung am 11. Juli 2009, Bock am 21. Juli 2009, Kastenmontage 18. August 2009, Verkleidung Kasten mit Lärchenholz verkleidet, Außentreppe in Neukyhna gefertigt. | 09256771 |
|                                         | Dorfkirche Lindennaundorf (Kirche (mit Ausstattung), Kirchhof mit Denkmal für die Gefallenen des 1. Weltkrieges und einige alte Grabmale, darunter in die Kirchhofsmauer eingelassene Grabanlagen) | Schönauer Straße (Karte)      | 13. Jh.           | im Kern romanische Chorturmkirche, Kirchturm mit barocker Haube, baugeschichtlich und ortsgeschichtlich von Bedeutung. Kirche: Turm mit barocker Haube Gefallenendenkmal: Sandstein, Inschrift, angedeuteter Stahlhelm auf einem Kissen als oberer Abschluss, Friedhofsmauer: in die Mauer eingelassene Grabplatten um die Jahrhundertwende, Gefallenendenkmal teilsaniert. | 09256773 |
| Direkt Bild zu diesem Denkmal hochladen | Wohnhaus, Seitengebäude, Scheune und Toreinfahrt eines Dreiseithofes | Schönauer Straße 7 (Karte)    | um 1900           | gut erhaltenes Beispiel einer geschlossen erhaltenen Hofanlage der Jahrhundertwende um 1900 in Ziegelarchitektur, Wohnhaus mit Zwillingsfenster im Giebel, baugeschichtlich von Bedeutung. Wohnhaus: Zwei Geschosse, Bruchsteinsockel, Klinker mit Klinkergliederung Stall: Zwei Geschosse, Klinkerfassade Scheune: Klinkerfassade Torpfosten: Klinker. | 09256769 |
| Direkt Bild zu diesem Denkmal hochladen | Wohnhaus eines Bauernhofes | Schönauer Straße 25 (Karte)   | 1. Hälfte 19. Jh. | ländliches Wohnhaus mit Fachwerk-Obergeschoss, in städtebaulich wichtiger Lage am Ortseingang, baugeschichtlich von Bedeutung. Zwei Geschosse, Erdgeschoss in Lehm, Obergeschoss Fachwerk (ursprünglich verputzt, in den letzten Jahren Putz abgeschlagen und auf Balken Blendbretter angebracht – nach Auskunft!), alte Fenstereinteilung, Satteldach. | 09256768 |

## Meyhen
| Bild                                    | Bezeichnung                                       | Lage                                    | Datierung                  | Beschreibung | ID       |
| --------------------------------------- | ------------------------------------------------- | --------------------------------------- | -------------------------- | --- | -------- |
| Direkt Bild zu diesem Denkmal hochladen | Wohnhaus und Stallgebäude eines Bauernhofes       | Dorfplatz 5 (Karte)                     | 19. Jh.                    | Wohnhaus Obergeschoss Fachwerk verputzt, Seitengebäude Ziegelfassade, ortstypische Hofanlage in markanter Lage, baugeschichtlich von Bedeutung. Wohnhaus: zwei Geschosse, Satteldach, verputzt, Fachwerk, Scheune mit Stroh-Lehm-Gefache, Fledermausgauben, Satteldach, Stall aus roten Ziegeln, Stockwerkgesims, originale Dachziegel, Hof stark gefährdet, Abbruch 2007. | 09257690 |
| Direkt Bild zu diesem Denkmal hochladen | Denkmal für die Gefallenen des Ersten Weltkrieges | Meuchener Straße 15 (gegenüber) (Karte) | nach 1918 (Kriegerdenkmal) | ortsgeschichtlich von Bedeutung. Betonguss, Inschrift: „Euch Helden Dank“ 1914–1918 und Namen der Toten. | 09257390 |

## Priesteblich
| Bild                                    | Bezeichnung | Lage                 | Datierung | Beschreibung | ID       |
| --------------------------------------- | --- | -------------------- | --------- | --- | -------- |
| Weitere Bilder                          | Dorfkirche Priesteblich (Kirche (mit Ausstattung), Kirchhof mit einigen alten Grabmalen und Denkmal für die Gefallenen des Ersten Weltkrieges) | Kirchplatz (Karte)   | 13. Jh.   | im Kern spätromanische Saalkirche mit Westturm und dreiseitig geschlossenem Chor, barocke und klassizistische Grabsteine auf dem Kirchhof, baugeschichtlich, ortsgeschichtlich und ortsbildprägend von Bedeutung. - Saalkirche, im Kern frühgotisch, 1632 und 1644 erneuert, 1894 umgebaut von Thomas Quentin, dabei Südeingang erneuert. Steinsichtige Werksteinkirche, Glockengeschoss verputzt, Ausstattung seit 1985 wegen Renovierung ausgelagert - Friedhofsmauer im schlechten Zustand.        | 09259274 |
| Direkt Bild zu diesem Denkmal hochladen | Wohnhaus, Seitengebäude und Scheune eines Dreiseithofes, dazu Hofmauer mit Toreinfahrt und Pforte                                              | Kirchplatz 5 (Karte) | bez. 1892 | gut erhaltene ortsbildprägende Hofanlage, Wohnhaus reich dekorierte Putzfassade und Satteldach, Wirtschaftsgebäude Ziegelbauten, Seitengebäude mit repräsentativ gestaltetem Giebel, baugeschichtlich von Bedeutung. - Wohnhaus: Zwei Geschosse, giebelständig, Natursteinsockel, Fenster erneuert, schöne Stuckaturen zwischen den Fenstern und Fensterbekrönungen im Obergeschoss - Ställe und Nebengebäude aus Ziegeln, straßenseitiger Giebel des Stalles gegliedert, Dächer und Fenster saniert. | 09259273 |

## Quesitz
| Bild                                    | Bezeichnung | Lage                       | Datierung    | Beschreibung | ID       |
| --------------------------------------- | --- | -------------------------- | ------------ | --- | -------- |
| Direkt Bild zu diesem Denkmal hochladen | Scheune eines Dreiseithofes                                                                                      | Hauptstraße 40; 42 (Karte) | 19. Jh.      | ortstypische Fachwerkscheune mit Stroh-Lehm-Gefache, baugeschichtlich von Bedeutung. Fachwerk: Stroh-Lehm ausgefacht, Scheune stark gefährdet. | 09257383 |
|                                         | Wohnhaus und Toreinfahrt (mit Pforte) eines ehemaligen Vierseithofes                                             | Hauptstraße 61 (Karte)     | um 1700      | Obergeschoss Fachwerk mit Andreaskreuzen und Wilder-Mann-Figur, baugeschichtlich von Bedeutung. ehemals komplett erhaltene Hofanlage, zwei Geschosse, Wohnhaus Satteldach, Fachwerk 19. Jahrhundert, Ställe und Scheune Ziegel, Wohnhaus saniert, Seitengebäude und Scheune unsaniert, ein Seitengebäude abgebrochen (2003), Scheune und zweites Seitengebäude ebenfalls abgebrochen (2012). | 09257439 |
|                                         | Rittergut Quesitz: Ehemaliges Herrenhaus eines Rittergutes                                                       | Hauptstraße 71 (Karte)     | um 1750      | Putzbau mit hohem Mansarddach, repräsentatives, historisch bedeutsames Gebäude mit schönem Portal, baugeschichtlich und ortsgeschichtlich von Bedeutung. Zwei Geschosse, Mansarddach, im Inneren einige Umbauten, heute Kindergarten. | 09258300 |
| Direkt Bild zu diesem Denkmal hochladen | Wohnhaus | Hauptstraße 78 (Karte)     | 19. Jh.      | stattliches Gebäude, Krüppelwalmdach, Putzfassade, Obergeschoss wohl Fachwerk verputzt, Teil des alten Ortskerns in städtebaulich wichtiger Lage an Ecke zum Kirchweg, vermutlich altes Pfarrhaus, baugeschichtlich und ortsgeschichtlich von Bedeutung. Zwei Geschosse, markante Lage. | 09257386 |
| Weitere Bilder                          | Dorfkirche Quesitz (Kirche (mit Ausstattung), sowie Kirchhof mit zwei alten Grabmalen)                           | Kirchweg (Karte)           | 1757         | barocke Saalkirche mit Westturm, im Innern Kanzelaltar mit sparsamen Rokoko-Ornamenten, ein barockes Grabmal an der Kirche und historistisches Grabmal Gutsbesitzer Christel, baugeschichtlich, ortsgeschichtlich und ortsbildprägend von Bedeutung. - Rechteckiger Bau mit Empore an drei Seiten, quadratischer Westturm mit schlichter Putzgliederung, Kanzelaltar mit sparsamen Rokoko-Ornamenten, Taufstein von 1515 - Grabmal Christel: Gutsbesitzer Gustav Friedrich Christel, gest. 1901, Wilhelmine Christel, gest. 1877 | 09258299 |
| Direkt Bild zu diesem Denkmal hochladen | Pfarrhaus | Kirchweg 16 (Karte)        | 1920er Jahre | schlichte Putzfassade, Walmdach mit Dachhäuschen, im Reformstil der Zeit nach 1910, kulturhistorische Bedeutung. Zwei Geschosse, Original: Fenster, Tür, unbewohnt. | 09257385 |
| Weitere Bilder                          | Sächsisch-Preußischer Grenzstein: Pilar Nr. 56 linkselbisch (siehe auch Sachgesamtheitsdokument – Obj. 09305644) | Lützener Straße 155 (bei)  | nach 1828    | vermessungsgeschichtlich und landesgeschichtlich von Bedeutung als Zeitdokument der historischen Grenzziehung zwischen Sachsen und Preußen nach dem Wiener Kongress 1815. Nach dem Ende der Herrschaft Napoleons wurden die Grenzen Europas auf dem Wiener Kongress vom 18. September 1814 bis zum 9. Juni 1815 neu festgelegt. Sachsen, das an der Seite Napoleons gekämpft hatte und somit zu den Unterlegenen gehörte, musste auf Beschluss der Siegermächte fast zwei Drittel seines Territoriums abtreten. Nahezu alle diese Gebiete wurden Preußen zugeteilt und gingen in der preußischen Provinz Sachsen auf. Die neue Grenze verlief – beginnend in Wittig am Fluss Witka (heute Polen) quer durch die Oberlausitz, traf bei Strehla auf die Elbe, zog sich weiter westlich bis Schkeuditz und endete schließlich südlich von Leipzig an der heutigen Grenze zu Sachsen-Anhalt. Noch heute ist sie an der Teilung der Kirchenprovinzen zwischen Sachsen und Brandenburg nachvollziehbar. Eine erste Markierung der neu geschaffenen Grenzlinie erfolgte bereits 1815 durch paarweise aufgestellte Holzpfähle. Die Abstände zwischen den Grenzzeichen waren nicht einheitlich, sondern nahmen Bezug auf örtliche Gegebenheiten wie Gräben, Flüsse oder Fahrwege und variierten zwischen 200 und 4350 Metern. Ab 1828 ersetzte man die hölzernen Grenzpfähle sukzessive durch wesentlich solidere Grenzsteine, deren Gestaltung auf preußische Entwürfe zurückgeht und die als Pilare (spanisch „Säule“) bezeichnet werden. Insgesamt können vier Arten von Grenzsteinen unterschieden werden. Sie sind von Ost nach West nummeriert, wobei die Zählung an der Elbe neu beginnt (rechtselbisch Grenzsteine Nummer 1 – 212, linkselbisch Nummer 1 – 74). Östlich der Elbe sind die Steine zwischen Nummer 1 und Nummer 82 zunächst als Granitquaderpaar ausgebildet, zwischen denen ein Läuferstein den genauen Grenzverlauf markiert. Von Nummer 82 bis 148 stehen Pyramidenstümpfe direkt auf der Grenzlinie. Danach wechseln die Formen unsystematisch zwischen schlanken Sandsteinstelen und Pyramidenstümpfen mit Plinthen. Wesentliche Erkenntnisse zum Verlauf der ehemaligen sächsisch-preußischen Grenze haben mehrere ehrenamtliche Heimatforscher zusammengetragen. Die Denkmaleigenschaft der Sächsisch-Preußischen Grenzsteine ergibt sich aus ihrer geschichtlichen Bedeutung, sie erinnern an ein für Sachsens Geschichte einschneidendes Ereignis. Das öffentliche Erhaltungsinteresse begründet sich aus der großen Aufmerksamkeit, welche einzelne Personen, Gruppen und Kommunen diesen steinernen Zeugnissen der Historie entgegenbringen. Mittlerweile sind mehrere Publikationen erschienen, liegt eine umfänglichere Dokumentation vor und wurden mindestens an einem Abschnitt der einstigen Grenze sogar Beschilderungen aufgestellt. | 08972479 |

## Räpitz
| Bild                                    | Bezeichnung | Lage                  | Datierung                                 | Beschreibung | ID       |
| --------------------------------------- | --- | --------------------- | ----------------------------------------- | --- | -------- |
| Weitere Bilder                          | Sachgesamtheitsbestandteil der Sachgesamtheit Elsterfloßgraben: Floßgrabenabschnitt Markranstädt (siehe Sachgesamtheitsliste, Obj. 09304747) | (Karte)               | 1501–1700 (Floßgraben)                    | zum System der Elsterflößerei gehörend, die Kombination von künstlich geschaffenen Gräben und natürlichen Wasserverläufen macht den Elsterfloßgraben zu einem bedeutenden Zeugnis der Wasserbaukunst des 17. Jahrhunderts mit hohem regionalgeschichtlichen Wert. Floßgraben, ursprünglich drei Meter Breite an der Dammkrone und ein Meter Breite auf der Sohle, heute durch säumenden Bewuchs gut in der Landschaft zu erkennen. | 09305751 |
| Weitere Bilder                          | Sächsisch-Preußischer Grenzstein: Pilar Nr. 58 linkselbisch (siehe auch Sachgesamtheitsdokument – Obj. 09305644)                             | An der Bahn (Karte)   | nach 1828                                 | vermessungsgeschichtlich und landesgeschichtlich von Bedeutung als Zeitdokument der historischen Grenzziehung zwischen Sachsen und Preußen nach dem Wiener Kongress 1815. Nach dem Ende der Herrschaft Napoleons wurden die Grenzen Europas auf dem Wiener Kongress vom 18. September 1814 bis zum 9. Juni 1815 neu festgelegt. Sachsen, das an der Seite Napoleons gekämpft hatte und somit zu den Unterlegenen gehörte, musste auf Beschluss der Siegermächte fast zwei Drittel seines Territoriums abtreten. Nahezu alle diese Gebiete wurden Preußen zugeteilt und gingen in der preußischen Provinz Sachsen auf. Die neue Grenze verlief – beginnend in Wittig am Fluss Witka (heute Polen) quer durch die Oberlausitz, traf bei Strehla auf die Elbe, zog sich weiter westlich bis Schkeuditz und endete schließlich südlich von Leipzig an der heutigen Grenze zu Sachsen-Anhalt. Noch heute ist sie an der Teilung der Kirchenprovinzen zwischen Sachsen und Brandenburg nachvollziehbar. Eine erste Markierung der neu geschaffenen Grenzlinie erfolgte bereits 1815 durch paarweise aufgestellte Holzpfähle. Die Abstände zwischen den Grenzzeichen waren nicht einheitlich, sondern nahmen Bezug auf örtliche Gegebenheiten wie Gräben, Flüsse oder Fahrwege und variierten zwischen 200 und 4350 Metern. Ab 1828 ersetzte man die hölzernen Grenzpfähle sukzessive durch wesentlich solidere Grenzsteine, deren Gestaltung auf preußische Entwürfe zurückgeht und die als Pilare (spanisch „Säule“) bezeichnet werden. Insgesamt können vier Arten von Grenzsteinen unterschieden werden. Sie sind von Ost nach West nummeriert, wobei die Zählung an der Elbe neu beginnt (rechtselbisch Grenzsteine Nummer 1 – 212, linkselbisch Nummer 1 – 74). Östlich der Elbe sind die Steine zwischen Nummer 1 und Nummer 82 zunächst als Granitquaderpaar ausgebildet, zwischen denen ein Läuferstein den genauen Grenzverlauf markiert. Von Nummer 82 bis 148 stehen Pyramidenstümpfe direkt auf der Grenzlinie. Danach wechseln die Formen unsystematisch zwischen schlanken Sandsteinstelen und Pyramidenstümpfen mit Plinthen. Wesentliche Erkenntnisse zum Verlauf der ehemaligen sächsisch-preußischen Grenze haben mehrere ehrenamtliche Heimatforscher zusammengetragen. Die Denkmaleigenschaft der Sächsisch-Preußischen Grenzsteine ergibt sich aus ihrer geschichtlichen Bedeutung, sie erinnern an ein für Sachsens Geschichte einschneidendes Ereignis. Das öffentliche Erhaltungsinteresse begründet sich aus der großen Aufmerksamkeit, welche einzelne Personen, Gruppen und Kommunen diesen steinernen Zeugnissen der Historie entgegenbringen. Mittlerweile sind mehrere Publikationen erschienen, liegt eine umfänglichere Dokumentation vor und wurden mindestens an einem Abschnitt der einstigen Grenze sogar Beschilderungen aufgestellt. Sandsteinkubus mit gegenüberliegend eingemeißelter Nummer 58 und Länderkürzel KS/KP direkt auf der Grenzlinie. | 09305500 |
| Direkt Bild zu diesem Denkmal hochladen | Denkmal für die Gefallenen der Kriege 1866 und 1870/1871 und für die Gefallenen des 1. Weltkrieges                                           | Dorfstraße (Karte)    | nach 1871 (Kriegerdenkmal dt.-frz. Krieg) | ortsgeschichtlich von Bedeutung. verwittert, Reichsadler, saniert 2000. | 09257448 |
| Direkt Bild zu diesem Denkmal hochladen | Wohnhaus eines ehemaligen Vierseithofes | Dorfstraße 1 (Karte)  | 19. Jh.                                   | Obergeschoss Fachwerk verputzt, baugeschichtliche Bedeutung, städtebaulich markante Lage. Wohnhaus: Fachwerk, Putzfassade, Satteldach, Stallgebäude: Erdgeschoss Ziegel, im Obergeschoss Fachwerk mit Ziegel, Ecklage, Scheune nicht mehr vorhanden, original: Dachstuhl, Fenstergröße nicht verändert, aber teilweise neue Fenster, Stallgebäude abgebrochen, festgestellt 2005. | 09257454 |
| Direkt Bild zu diesem Denkmal hochladen | Wohnhaus eines Bauernhofes | Dorfstraße 5 (Karte)  | um 1900                                   | eines der typischen regionalen Bauernhäuser jüngerer Vergangenheit in Ziegelbauweise, ortsbildprägende und baugeschichtliche Bedeutung. - bildet Bauernhof mit Nummer 6, Wohnhaus (Nummer 5): Sandsteinsockel, Ziegel mit gelben Klinkern, Walmdach - Stall und Scheune: Ziegel, zum Teil verputzt, Satteldächer - Seitengebäude Nummer 6: Ziegelmauerwerk, unverputzt, Satteldach, Geschossgesims mit Zahnschnitt (nur Gebäudeteil zum Hof, Gebäudeteil zur Straße jüngst verputzt) zwei Seitengebäude (Nummer 5 und Nummer 6) und Scheune – 2012 gestrichen, kein Denkmalwert. | 09257449 |
| Direkt Bild zu diesem Denkmal hochladen | Wohnhaus eines Bauernhofes | Dorfstraße 7 (Karte)  | 19. Jh.                                   | ortstypisches, stattliches Fachwerkhaus mit Lehm-Erdgeschoss, baugeschichtlich von Bedeutung. neu restauriert, im Erdgeschoss verputzt, Sandsteinsockel, Krüppelwalmdach. | 09257450 |
| Direkt Bild zu diesem Denkmal hochladen | Westliches Seitengebäude eines ehemaligen Vierseithofes                                                                                      | Dorfstraße 9 (Karte)  | um 1850                                   | Fachwerkbau, heimatgeschichtlich und baugeschichtlich von Bedeutung. - Wohnhaus: Putzbau, Krüppelwalmdach (bezeichnet 1914) - Scheune: Fachwerk mit Ziegel ausgefacht, Fledermausgauben, original: Dachstuhl von Wohnhaus und Scheune, Fenster, Wohnhaus 2000 aus der Denkmalliste gestrichen, Scheune Abbruch 2014. | 09257451 |
| Direkt Bild zu diesem Denkmal hochladen | Wohnhaus, Scheune und daran angebautes Stallgebäude eines Bauernhofes                                                                        | Dorfstraße 27 (Karte) | 19. Jh.                                   | Wohnhaus Obergeschoss Fachwerk, Erdgeschoss vermutlich Lehm, Wirtschaftsgebäude in Ziegelbauweise, ortsbildprägende Hofanlage, baugeschichtlich von Bedeutung. Wohnhaus Putzfassade, Scheune aus Ziegel. | 09257455 |

## Schkeitbar
| Bild                                    | Bezeichnung | Lage                       | Datierung                              | Beschreibung | ID       |
| --------------------------------------- | --- | -------------------------- | -------------------------------------- | --- | -------- |
| Direkt Bild zu diesem Denkmal hochladen | Pfarrhaus, Seitengebäude und Toreinfahrt des Pfarrhofes | Pfarrgasse 8 (Karte)       | 19. Jh.                                | Pfarrhaus Obergeschoss Fachwerk verputzt, Seitengebäude mit Ziegelgiebel und Fachwerk-Obergeschoss, ortsgeschichtlich und baugeschichtlich von Bedeutung. - Wohnhaus: Fachwerk, verputzt, Krüppelwalmdach, Fenster am Giebel teilweise zugemauert, ansonsten erneuert, neuer Portalvorbau, Sandsteinfenstergewände - Stall: Traufseite Fachwerk im Obergeschoss, Erdgeschoss massiv - Torpfeiler aus Sandstein mit Kugel als Bekrönung. | 09257695 |
| Weitere Bilder                          | Dorfkirche Schkeitbar: Kirche (mit Ausstattung), sowie Kirchhof mit Einfriedung, Denkmal für die Gefallenen des 1. Weltkrieges, einigen alten Grabmalen und Grufthaus Fam. Müller | Räpitzer Straße (Karte)    | 1741–1742                              | barocke Saalkirche mit Westturm, wertvolle Innenausstattung, Grufthaus neogotischer, mehrfarbiger Ziegelbau, baugeschichtlich, ortsgeschichtlich und ortsbildprägend von Bedeutung. - Orgel von 1788, doppelte Empore, barocker Altar - Kriegerdenkmal: Inschrift „Zum ehrenden Gedächtnis an die im Weltkriege gefallenen Kämpfer aus dem Kirchspiel“, Gemeinden Räpitz, Gärnitz, Seebenisch, Schkeitbar, Großschkorlopp, weitere Inschrift (verwittert): „Sie gaben uns alles ihr Leben und ... (Blut?), Sie gaben ... (sich?) hin mit heiligem (Mut?), Für uns!“                                   | 09257691 |
| Direkt Bild zu diesem Denkmal hochladen | Wohnhaus (zwei Hausteile) eines Bauernhofes | Räpitzer Straße 22 (Karte) | um 1900 (linke Haushälfte, Klinkerbau) | städtisch wirkende Gebäude, das eine Wohnhaus verzierte Putzfassade mit erkerähnlichem Vorsprung, profiliertes Sockel- und Dachgesims, das zweite Wohnhaus Klinkerfassade mit Mittelrisalit, baugeschichtlich und ortsgeschichtlich von Bedeutung. Putzbau: zwei Geschosse, Krüppelwalmdach, Sandsteinsockel, halbrunder Fassadenvorbau, profilierter Sockel und Dachgesims, Fenster original, Klinkerbau: zwei Geschosse, 1-2-1 Achsen, mittlerer Teil mit Giebel bekrönt, Sandsteinsockel, linker Giebelabschluss noch mit einer Pyramide bekrönt, außer halbrundem Giebelfenster alle Fenster neu. | 09257465 |
| Direkt Bild zu diesem Denkmal hochladen | Östliches Stallgebäude, Scheune und daran angebautes, westliches Seitengebäude eines Vierseithofes                                                                                | Räpitzer Straße 24 (Karte) | 19. Jh.                                | gut erhaltenes Hofensemble, Scheune und daran angebautes Seitengebäude in Fachwerkkonstruktion, baugeschichtlich und ortsgeschichtlich von Bedeutung. - Wohnhaus: Putzfassade, Krüppelwalmdach, Dreiecksgiebel, Traufreste, zweigeschossig - Ställe: verputzt, teilweise Fachwerk ebenso Scheune, Satteldach, – ortsbildprägend, Wohnhaus 2012 gestrichen, da baulich verändert. | 09257460 |
| Direkt Bild zu diesem Denkmal hochladen | Wohnstallhaus, Seitengebäude und Toreinfahrt eines ehemaligen Dreiseithofes | Räpitzer Straße 27 (Karte) | um 1900                                | repräsentative, ortstypische Hofanlage, Wohnstallhaus mit schöner Klinkerfassade, Seitengebäude Ziegelgebäude (vordere Haushälfte des Seitengebäudes mit Fachwerk-Obergeschoss vor 2012 abgebrochen), baugeschichtlich und ortsgeschichtlich von Bedeutung. - Wohnhaus und zwei Ställe aus Ziegel, teilweise mit gelben Klinkern verziert, Satteldach, Sandsteinsockel, giebelständig, zweigeschossig, Fenster neu - Stall: Fachwerk mit Lehm ausgefacht, Krüppelwalmdach, Fledermausgauben, Fachwerkstall Ende 19. Jahrhundert, Zustand schlecht.                                                    | 09257462 |
| Direkt Bild zu diesem Denkmal hochladen | Wohnhaus und Seitengebäude eines Vierseithofes | Räpitzer Straße 29 (Karte) | um 1900                                | Wohnhaus mit interessanter Gestaltung der Giebelwand durch verschiedenfarbige Ziegel, Drillingsfenster im Giebel, Seitengebäude Obergeschoss hofseitig Fachwerk, baugeschichtlich und ortsgeschichtlich von Bedeutung. - Wohnhaus: Zwei Geschosse, Sandsteinsockel, Satteldach, rote und gelbe Klinker, Sockelgesims und Dachgesims - Ställe: teilweise Fachwerk mit Lehm, teilweise Ziegel, Erdgeschoss massiv, Giebel mit Ziegel, Krüppelwalmdach, originaler Dachstuhl. | 09257463 |
| Direkt Bild zu diesem Denkmal hochladen | Wohnhaus und zwei Seitengebäude eines Bauernhofes | Räpitzer Straße 30 (Karte) | bez. 1892                              | Ziegelgebäude, Wohnhaus in aufwendiger Gestaltung mit Drillingsfenster im Giebel, straßenbildprägende Hofanlage, baugeschichtlich und ortsgeschichtlich von Bedeutung. - Wohnhaus: Zwei Geschosse, sechs Achsen, mit gelben Klinkern bezeichnet 1892, Stockwerk- und Dachgesims, Sandsteinsockel, Segmentbogenfenster, Satteldach, Giebel: einige Fenster zugemauert, ansonsten alle Fenster neu, traufständig - Ställe: teilweise Ziegel, teilweise Fachwerk, Satteldach, Fledermausgauben zugemauert, ansonsten alle Fenster neu, traufständig, Sandsteinsockel, Fenster neu in Kunststoff.         | 09257461 |
| Direkt Bild zu diesem Denkmal hochladen | Seitengebäude und Scheune eines Vierseithofes | Räpitzer Straße 36 (Karte) | Ende 19. Jh.                           | Ziegelbauten, Seitengebäude mit Zwillingsfenster im Giebel, schönes Hofensemble, baugeschichtlich von Bedeutung. - Wohnhaus (2001 aus der Denkmalliste gestrichen): Sandsteinsockel, Putzfassade, Krüppelwalmdach, kleiner Erker im Mittelrisalit, Traufseite: nur Fenster im Erdgeschoss noch original, Giebelseite: Fenster neu und zum Teil vermauert - Ställe und Scheune: Ziegel zum Teil mit Klinkern, Satteldach. | 09258297 |
| Direkt Bild zu diesem Denkmal hochladen | Scheune eines Bauernhofes | Seebenischer Weg 1 (Karte) | 19. Jh.                                | Putzfassade (Lehmscheune?), Dachstuhl original, grenzt an Kirchhof, baugeschichtlich von Bedeutung. Satteldach, Dachstuhl original, Giebel zur Straße verputzt. | 09257693 |

## Schkölen
| Bild                                    | Bezeichnung | Lage                    | Datierung                  | Beschreibung | ID       |
| --------------------------------------- | --- | ----------------------- | -------------------------- | --- | -------- |
| Weitere Bilder                          | Haltepunkt Schkölen-Räpitz; Eisenbahnstrecke Leipzig-Plagwitz – Pörsten (Haltepunkt)                                             | Am Bahnhof 10           | 1897 (Bahnhof)             | heute Wohnhaus, gründerzeitlicher Ziegelbau mit Krüppelwalmdach, ortshistorische Bedeutung. zweieinhalbgeschossig, Klinkerbau mit dekorativem Gurtband, Anbau, benachbartes Wirtschaftsgebäude kein Denkmal. Am 1. September 1897 eröffneten die Preußisch-Hessischen Staats-Eisenbahnen die 17,3 km lange Eisenbahnstrecke Leipzig-Plagwitz–Lützen(–Pörsten) (LSRP – 12026 IV). Am 19. Januar 1898 wurde die Strecke nach Pörsten (Rippachtal) verlängert und umfasste auch den Haltepunkt Seebenisch (ab 1952: Kulkwitz-Süd). 1965 Güterverkehr. Ab 1969 wurde die Strecke unter der Kursbuchnummer 512 in den Fahrplänen geführt. Mit dem Fahrplanwechsel der Deutschen Bahn AG am 24. Mai 1998 wurde die Pörstener Eisenbahn nach über 100-jährigem Betrieb stillgelegt und die Gleisanlagen ab dem Jahr 2004 auf dem Leipziger Gebiet demontiert, der Bahndamm blieb dabei erhalten. Von der Stadtgrenze Leipzig bis nach Lützen wird der ehemalige Bahndamm als Radweg (Elster-Saale-Radweg) genutzt. | 09304385 |
| Direkt Bild zu diesem Denkmal hochladen | Wohnhaus, zwei aneinandergebaute Seitengebäude und Scheune sowie Torpfeiler eines Vierseithofes                                  | Hunnenstraße 7 (Karte)  | bez. 1892                  | Wohnhaus Ziegelbau mit Stockwerks- und Dachgesims und Segmentbogenfenstern, Fachwerk-Scheune mit Lehmausfachung, Seitengebäude in Ziegelbauweise, großer ortstypischer Bauernhof, ortsgeschichtlich und baugeschichtlich von Bedeutung. - Wohnhaus: Ziegel, Satteldach, Geschossgesims aus gelben und roten Klinkern, Fenster teilweise zugemauert, Stockwerk und Dachgesims sowie Segmentbögen mit gelben Klinkern, Fenster neu - Scheune: Fachwerk mit Torpfeilern, Lehmausfachung, Satteldach. | 09257502 |
| Direkt Bild zu diesem Denkmal hochladen | Wohnhaus, zwei Seitengebäude und Scheune sowie Toreinfahrt eines Vierseithofes                                                   | Hunnenstraße 9 (Karte)  | Ende 19. Jh.               | Wohnhaus und Seitengebäude rote Ziegelbauten, mit gelbem Klinker gegliedert, Fachwerk-Scheune, großer ortstypischer Bauernhof, ortsgeschichtlich und baugeschichtlich von Bedeutung. - Wohnhaus: Ziegel, Satteldach, Fenster neu, Ställe und Wohnhaus mit Geschossgesims aus roten und gelben Klinkern, Stall: Fenster original, Ziegel, Satteldach - Scheune: Fachwerk und Lehmausfachung, Fledermausgauben, Torpfeiler, Dach original, Scheune gefährdet. | 09257503 |
| Direkt Bild zu diesem Denkmal hochladen | Scheune eines Bauernhofes | Hunnenstraße 14 (Karte) | Ende 19. Jh.               | große, ortsbildprägende Ziegelscheune, baugeschichtlich von Bedeutung. | 09257515 |
| Direkt Bild zu diesem Denkmal hochladen | Wohnhaus und Scheune eines Bauernhofes                                                                                           | Hunnenstraße 16 (Karte) | bez. 1893                  | ortsbildprägende Ziegelgebäude, baugeschichtlich von Bedeutung. - Wohnhaus: Ziegel, Satteldach, Sandsteinsockel, zwei Geschosse, 2-1-2 Achsen, mit gelben und roten Klinkern gegliedert, kleine Giebel an Traufseite, Fenster an Giebelseite zugemauert, Fenster neu, Wohnhaus saniert - Scheune teilsaniert | 09257514 |
| Direkt Bild zu diesem Denkmal hochladen | Scheune eines Bauernhofes | Hunnenstraße 29 (Karte) | Ende 19. Jh.               | mächtige verputzte Ziegelscheune in ortsbildprägender Lage, heimatgeschichtlich von Bedeutung. - Scheune Ziegel, teilweise verputzt, originale Fenster und Dachstuhl, - Seitengebäude, Seitengebäude Putzfassade, zweigeschossiger Lehmbau – 2013 abgebrochen. | 09257505 |
| Direkt Bild zu diesem Denkmal hochladen | Südliches Stallgebäude, zwei aneinandergebaute, nördliche Seitengebäude und Scheune sowie drei Toreinfahrten eines Vierseithofes | Hunnenstraße 31 (Karte) | Ende 19. Jh.               | stattliche Hofanlage in markanter Lage, Scheune ein mächtiger Ziegelbau aus rotem und gelben Klinker, Stallgebäude teils Lehmbau, teils Ziegelbau, Seitengebäude Ziegelbauten, baugeschichtlich und ortsgeschichtlich von Bedeutung. - Wohnhaus: Putzfassade, im Erdgeschoss teilweise neue Fenster, sehr sparsame Putzdekoration, bezeichnet 1871 - Ställe und Scheune: Ziegel, Satteldächer, mit roten und gelben Klinkern in Geschoss und Dachgesims, Stall teilweise massiv Lehm, Wohnhaus saniert (Putzfassade), Stall und Scheune teilsaniert. | 09257506 |
| Direkt Bild zu diesem Denkmal hochladen | Wohnhaus und Scheune eines Bauernhofes                                                                                           | Hunnenstraße 32 (Karte) | Ende 19. Jh.               | Wohnhaus Klinkergebäude, Fachwerk-Scheune, straßenbildprägende Hofanlage, baugeschichtlich von Bedeutung. - Wohnhaus: Verzierung gelbe und rote Klinker, Satteldach, Fenster im Giebel zeitweise zugemauert, Sandsteinsockel - Scheune: originaler Dachstuhl, Fachwerk, Ende 19. Jahrhundert, leerstehend. | 09257509 |
| Direkt Bild zu diesem Denkmal hochladen | Wohnhaus, Seitengebäude und Scheune eines Vierseithofes                                                                          | Hunnenstraße 36 (Karte) | Ende 19. Jh.               | Wohnhaus schlichter Ziegelbau mit Zwillingsfenster im Giebel, Fachwerk-Scheune, Gehöft in markanter Ecklage, baugeschichtlich von Bedeutung. - Wohnhaus: Ziegel, Satteldach, Sandsteinsockel, originale Fenster im Giebel, zum Teil zugemauert, Geschoss- und Dachgesimsgliederung durch Zahnschnitt aus Ziegel - Ställe und Scheune Fachwerk mit Ziegel. | 09257508 |
| Direkt Bild zu diesem Denkmal hochladen | Wohnhaus | Hunnenstraße 66 (Karte) | um 1900                    | gründerzeitliche Putzfassade, Seitenrisalit mit Freigespärre, Anklänge an den Schweizerstil, Gebäude liegt außerhalb des Dorfkerns in Bahnhofsnähe, baugeschichtlich von Bedeutung. Zwei Geschosse, 2-2 Achsen, Fenster neu, Dach neu. | 09257594 |
|                                         | Denkmal für die Gefallenen des 1. Weltkrieges                                                                                    | Kitzener Weg (Karte)    | nach 1918 (Kriegerdenkmal) | ortsgeschichtlich von Bedeutung. Inschrift: „Für unsere Gefallenen 1914–1918“, Namen der Toten, und weitere Inschrift: „Helden gefallen im Ringen um Deutschlands Ehre und Sein nie wird ihr Name verklingen heilig sollen uns sein.“ | 09257501 |

## Seebenisch
| Bild                                    | Bezeichnung                                                                                               | Lage                             | Datierung             | Beschreibung | ID       |
| --------------------------------------- | --- | -------------------------------- | --------------------- | --- | -------- |
|                                         | Haltepunkt Seebenisch; Haltepunkt Kulkwitz-Süd; Eisenbahnstrecke Leipzig-Plagwitz – Pörsten (Haltepunkt)  | Am Alten Bahnhof 21 (Karte)      | 1915 (Bahnhof)        | Eisenbahnstrecke Leipzig-Plagwitz–Pörsten, heute Wohnhaus, schlichter Putzbau mit Geschossgesims und Walmdach, ortsgeschichtliche Bedeutung. - Fachwerkwindfang, original: Klinker, Putzfassade, Uhr, Fenster - Nebengebäude oder Toilettengebäude – vor 2012 abgebrochen. Am 1. September 1897 eröffneten die Preußisch-Hessischen Staats-Eisenbahnen die 17,3 km lange Eisenbahnstrecke Leipzig-Plagwitz–Lützen(–Pörsten). Am 19. Januar 1898 wurde die Strecke nach Pörsten (Rippachtal) verlängert und umfasste auch den Haltepunkt Seebenisch (ab 1952: »Kulkwitz-Süd«). Ab 1969 wurde die Strecke unter der Kursbuchnummer 512 in den Fahrplänen geführt. Mit dem Fahrplanwechsel der Deutschen Bahn AG am 24. Mai 1998 wurde die Pörstener Eisenbahn nach über 100-jährigem Betrieb stillgelegt und die Gleisanlagen ab dem Jahr 2004 auf dem Leipziger Gebiet demontiert, der Bahndamm blieb dabei erhalten. Von der Stadtgrenze Leipzig bis nach Lützen wird der ehemalige Bahndamm als Radweg (Elster-Saale-Radweg) genutzt. | 09257363 |
| Direkt Bild zu diesem Denkmal hochladen | Wohnhaus und Scheune eines Bauernhofes                                                                    | An der Schmiede 3 (Karte)        | 19. Jh.               | Wohnhaus einfacher Putzbau, markante Ziegelscheune mit originalem Dachstuhl, baugeschichtlich von Bedeutung. Anlage vom Hof aus nicht gesehen, Stall 2002 gestrichen. | 09257577 |
| Direkt Bild zu diesem Denkmal hochladen | Vier Mehrfamilienhäuser (Ernst-Thälmann-Straße 7 und Seitenstraße 1, 2, 4) und Waschhaus einer Wohnanlage | Ernst-Thälmann-Straße 7 (Karte)  | um 1930               | Putzfassade mit Eckquaderung, Walmdach, typische Siedlungsarchitektur der 1920er/1930er Jahre, baugeschichtlich von Bedeutung. - Seitenstraße 1 und 2 jeweils mit Waschhaus, jenes bei Nummer 2 vor 2012 abgebrochen. - siehe auch Ernst-Thälmann-Straße 7: Zwei Geschosse, sechs Achsen, Sockel aus rotem Klinker, Geschossgesims, Eckquaderung, originale Haustür, Wohnungstüren, Fenster und Treppenhaus. | 09257575 |
| Direkt Bild zu diesem Denkmal hochladen | Wohnhaus und Scheune eines Bauernhofes                                                                    | Ernst-Thälmann-Straße 35 (Karte) | 19. Jh.               | rote Ziegelbauten, zum Teil verputzt, gut erhaltenes Beispiel eines bäuerlichen Hofes, baugeschichtlich von Bedeutung. rote Ziegelbauten, Inschrifttafel. | 09257593 |
| Direkt Bild zu diesem Denkmal hochladen | Scheune und Toreinfahrt eines Bauernhofes                                                                 | Ernst-Thälmann-Straße 37 (Karte) | Wetterfahne bez. 1899 | Scheune teilweise aus Lehm, Scheunendach als Bogendach in Zinkblech (hergestellt von der Firma Grohmann & Frosch in Leipzig), zum Hof Fachwerk-Anbau, sehr große Anlage in markanter Lage, Hofeinfahrt mit Sandsteinpfeilern, baugeschichtlich von Bedeutung. Scheunendach in Zinkblech, hergestellt von Grohmann & Frosch in Leipzig. | 09257588 |
| Direkt Bild zu diesem Denkmal hochladen | Wohnhaus eines Bauernhofes                                                                                | Ernst-Thälmann-Straße 42 (Karte) | um 1850               | Erdgeschoss Lehm, Obergeschoss Fachwerk verputzt, einseitiges Krüppelwalmdach, zum alten Ortskern gehörend, baugeschichtlich von Bedeutung. originale Fenster | 09257362 |
| Direkt Bild zu diesem Denkmal hochladen | Wohnhaus mit Nebengebäude                                                                                 | Ernst-Thälmann-Straße 44 (Karte) | Ende 19. Jh.          | einfach gegliederter Putzbau, ortstypisches Haus in Ecklage, baugeschichtlich von Bedeutung. Wohnhaus: zwei Geschosse, sechs Achsen, roter Ziegelsockel, Satteldach, Stockwerkgesims. | 09257585 |
| Direkt Bild zu diesem Denkmal hochladen | Villa | Ernst-Thälmann-Straße 46 (Karte) | um 1900               | repräsentatives Gebäude im Landhausstil, Putzbau mit Gesprengegiebel, baugeschichtlich von Bedeutung. mit Fachwerk im Obergeschoss (?), originale Fenster, Putzbau. | 09257586 |
| Direkt Bild zu diesem Denkmal hochladen | Vier Mehrfamilienhäuser (Ernst-Thälmann-Straße 7 und Seitenstraße 1, 2, 4) und Waschhaus einer Wohnanlage | Seitenstraße 1; 2; 4 (Karte)     | um 1930               | Putzfassade mit Eckquaderung, Walmdach, typische Siedlungsarchitektur der 1920er/1930er Jahre, baugeschichtlich von Bedeutung. - Seitenstraße 1 und 2 jeweils mit Waschhaus, jenes bei Nummer 2 vor 2012 abgebrochen. - siehe auch Ernst-Thälmann-Straße 7: Zwei Geschosse, sechs Achsen, Sockel aus rotem Klinker, Geschossgesims, Eckquaderung, originale Haustür, Wohnungstüren, Fenster und Treppenhaus. | 09257575 |

## Thronitz
| Bild                                    | Bezeichnung                                                                                 | Lage                              | Datierung                | Beschreibung | ID       |
| --------------------------------------- | ------------------------------------------------------------------------------------------- | --------------------------------- | ------------------------ | --- | -------- |
| Weitere Bilder                          | Dorfkirche Thronitz (Kirche (mit Ausstattung), sowie Kirchhof mit Umfriedungsmauer)         | Ringstraße (Karte)                | 2. Hälfte 19. Jh.        | Saalkirche mit eingezogenem Chor und Westturm, Turm mit Spitzhelm, im Rundbogenstil des 19. Jahrhunderts, baugeschichtlich, ortsgeschichtlich und ortsbildprägend von Bedeutung. Putzbau mit eingezogenem Chor und dreiseitiger Apsis, quadratischer Westturm mit hoher, spitzer Haube, polygonaler Treppenturm, Innenraum flachgedeckt, dreiseitige Empore, hölzerne Kanzel, Altarbild segnender Christus. | 09257785 |
| Direkt Bild zu diesem Denkmal hochladen | Alte Schule (Ehemalige Schule, heute Wohnhaus, mit Scheune)                                 | Ringstraße 1 (Karte)              | 19. Jh.                  | Schulgebäude mit Putzfassade und Krüppelwalmdach, Fachwerkscheune, ortsbildprägend in markanter Lage in unmittelbarer Nähe zum Kirchhof und Ortseingang, baugeschichtlich und ortsgeschichtlich von Bedeutung. Wohnhaus: originale Fenster und Dach, Scheune: Giebel mit Ziegel, ansonsten Fachwerk mit Lehmausfachung, Scheune gefährdet. | 09257796 |
| Direkt Bild zu diesem Denkmal hochladen | Wohnhaus und südliches Stallgebäude eines Bauernhofes                                       | Ringstraße 2 (Karte)              | 19. Jh.                  | ortstypische Fachwerkbauten in markanter Lage, baugeschichtlich und ortsgeschichtlich von Bedeutung. Wohnhaus: Putzfassade, Satteldach, zwei Geschosse, Anbau, Stall aus Ziegel, Giebelseite verputzt. | 09257794 |
| Direkt Bild zu diesem Denkmal hochladen | Scheune eines Bauernhofes                                                                   | Ringstraße 6 (Karte)              | 19. Jh.                  | Fachwerkscheune mit Lehmausfachung im Ortskern, baugeschichtlich von Bedeutung. Satteldach, Lehmausfachung. | 09257795 |
| Direkt Bild zu diesem Denkmal hochladen | Wohnhaus eines Bauernhofes                                                                  | Ringstraße 7 (Karte)              | 19. Jh.                  | Obergeschoss Fachwerk verputzt, Erdgeschoss Lehm, baugeschichtlich von Bedeutung. | 09304384 |
| Direkt Bild zu diesem Denkmal hochladen | Wohnhaus eines Bauernhofes                                                                  | Ringstraße 9 (Karte)              | 19. Jh.                  | Obergeschoss hofseitig Fachwerk, Giebel in Ziegelbauweise, ortstypisches Gebäude, baugeschichtlich von Bedeutung. | 09257786 |
| Direkt Bild zu diesem Denkmal hochladen | Denkmal für die Gefallenen des 1. Weltkrieges                                               | Ringstraße 25 (gegenüber) (Karte) | um 1920 (Kriegerdenkmal) | ortsgeschichtlich von Bedeutung. aus Sandstein | 09257792 |
| Direkt Bild zu diesem Denkmal hochladen | Wohnhaus, zwei Seitengebäude und Scheune eines Bauernhofes                                  | Ringstraße 37 (Karte)             | um 1900                  | stattliche Hofanlage, Wohnhaus und daran angebautes Seitengebäude Ziegelbauten, Fachwerk-Scheune, zweites Seitengebäude Obergeschoss Fachwerk, baugeschichtlich und ortsgeschichtlich von Bedeutung. - Wohnhaus: Zwei Geschosse, fünf Achsen, roter Ziegel mit gelben Klinkern, profilierte Sandsteinfensterbänke, Fenster des Obergeschosses neu, Krüppelwalmdach - Scheune und Stall Fachwerk mit Lehmausfachung, zweiter Stall Ziegel.                                                                                            | 09257790 |
| Direkt Bild zu diesem Denkmal hochladen | Seitengebäude eines Bauernhofes                                                             | Ringstraße 39 (Karte)             | 19. Jh.                  | Obergeschoss hofseitig Fachwerk, Ziegelgiebel, ortsbildprägendes Gebäude, baugeschichtlich von Bedeutung. | 09257791 |
| Direkt Bild zu diesem Denkmal hochladen | Wohnhaus, zwei Seitengebäude und Scheune sowie Toreinfahrt (mit Pforte) eines Vierseithofes | Ringstraße 41 (Karte)             | 2. Hälfte 18. Jh.        | völlig unveränderte stattliche Hofanlage, Wohnhaus Obergeschoss strebenreiches Fachwerk, im Erdgeschoss möglicherweise ehemals Umgebinde, Wirtschaftsgebäude in Ziegelbauweise, Ziegel-Torpfeiler mit Kugelbekrönung, baugeschichtlich und ortsgeschichtlich von Bedeutung. - Wohnhaus: teils Ziegel, teils Fachwerk mit Lehmausfachung, Krüppelwalmdach, originale Fenster und Dach - Ställe und Scheune aus Ziegel, Satteldach - Torpfeiler mit Resten von Kugelbekrönung und Sandsteinsockel, Scheune und Stall neue Dachdeckung. | 09257793 |